# Liste des lignes de bus de Limoges
 (février 2025).
Améliorez-le ou discutez des points à vérifier. 
Les TCL sont un réseau de transport en commun desservant les 20 communes de Limoges Métropole, gérée par la Société de transports en commun de Limoges Métropole (STCLM).

## Présentation du réseau
La STCL gère :
- 5 lignes de trolleybus
- 37 lignes de bus dont
  - 30 lignes de jour
  - 2 lignes de nuit
  - 5 lignes de bus dimanche/jours fériés
- 5 navettes spéciales
- un service de transport à la demande

Le réseau de bus a fait l'objet d'une restructuration le 2 novembre 2020.

## Trolleybus
| Ligne | Caractéristiques | Caractéristiques                       | Caractéristiques                       | Caractéristiques                       | Caractéristiques                             | Caractéristiques                           | Caractéristiques                         | Caractéristiques                       | Caractéristiques                       |
| 1     | Panazol — Route de Lyon ⥋ Porte Louyat | Panazol — Route de Lyon ⥋ Porte Louyat | Panazol — Route de Lyon ⥋ Porte Louyat | Panazol — Route de Lyon ⥋ Porte Louyat | Panazol — Route de Lyon ⥋ Porte Louyat       | Panazol — Route de Lyon ⥋ Porte Louyat     | Panazol — Route de Lyon ⥋ Porte Louyat   | Panazol — Route de Lyon ⥋ Porte Louyat | Panazol — Route de Lyon ⥋ Porte Louyat |
| ----- | --- | -------------------------------------- | -------------------------------------- | -------------------------------------- | -------------------------------------------- | ------------------------------------------ | ---------------------------------------- | -------------------------------------- | -------------------------------------- |
| 1     | Ouverture / Fermeture 5 juillet 1951 / — | Longueur 6 km                          | Durée 27 à 34 min                      | Nb. d’arrêts 21                        | Matériel Cristalis ETB 12 Swisstrolley 4     | Jours de fonctionnement L, Ma, Me, J, V, S | Jour / Soir / Nuit / Fêtes O / — / N / N | Voy. / an 1 546 588                    | Dépôt Clos Moreau                      |
| 1     | Desserte : - Villes et lieux desservis : Limoges (Police nationale, Place Carnot, Rectorat, Palais de Justice, Institution Beaupeyrat, Hôtel de Ville, UFR Droit et & Sciences Économiques, Legrand), Panazol (Hôpital Chastaingt) - Principaux arrêts desservis : Panazol — Rte de Lyon - Chastaingt - Rue de Toulouse - Mairie - Pl. Carnot - Pte de Louyat |                                        |                                        |                                        |                                              |                                            |                                          |                                        |                                        |
| 1     | Autre : - Arrêts non accessibles aux UFR : Aucun - Particularités : La ligne fonctionne du lundi au vendredi de 06 h 15 à 20 h 50 avec une fréquence de 10 à 12 minutes en journée, le samedi de 06 h 15 à 20 h 50 avec un passage toutes les 12 à 15 min. Depuis le 02 janvier 2023, la ligne est équipée de 4 Hess SwissTrolley 4, du fait que la ligne 4 reçoive de nouveaux Iveco Créalis IMC 18m - Date de dernière mise à jour : 14 février 2023. |                                        |                                        |                                        |                                              |                                            |                                          |                                        |                                        |
| 1     | Dernière actualisation : — |                                        |                                        |                                        |                                              |                                            |                                          |                                        |                                        |
| 2     | Pierre Curie ⥋ Pôle la Bastide | Pierre Curie ⥋ Pôle la Bastide         | Pierre Curie ⥋ Pôle la Bastide         | Pierre Curie ⥋ Pôle la Bastide         | Pierre Curie ⥋ Pôle la Bastide               | Pierre Curie ⥋ Pôle la Bastide             | Pierre Curie ⥋ Pôle la Bastide           | Pierre Curie ⥋ Pôle la Bastide         | Pierre Curie ⥋ Pôle la Bastide         |
| 2     | Ouverture / Fermeture 14 juillet 1943 / — | Longueur 5,5 km                        | Durée 17 min                           | Nb. d’arrêts 18                        | Matériel Cristalis ETB 12 (-) Swisstrolley 4 | Jours de fonctionnement L, Ma, Me, J, V, S | Jour / Soir / Nuit / Fêtes O / — / N / N | Voy. / an 1 582 783                    | Dépôt Clos Moreau                      |
| 2     | Desserte : - Villes et lieux desservis : Limoges (Parc des expositions de Limoges, La Bastide, Place Carnot, Centre Saint-Martial, Lycée Gay-Lussac, Hôtel de Ville, UFR Droit et & Sciences Économiques) - Principaux arrêts desservis : P. Curie - Mairie - Carrefour Tourny — Pl. Jourdan - Pl. Carnot - La Bastide |                                        |                                        |                                        |                                              |                                            |                                          |                                        |                                        |
| 2     | Autre : - Arrêts non accessibles aux UFR : C. Marot - Particularités : La ligne fonctionne du lundi au vendredi de 06 h 15 à 20 h 42 avec une fréquence de 10 minutes en journée, le samedi de 06 h 15 à 20 h 42 avec un passage toutes les 12 min. Durant l'hiver 2022, la ligne 2 n'a pas été équipée de trolleybus articulés contrairement aux autres années. Début 2023, la ligne 2 a été equipée de trolleybus Hess (principalement les mercredis, samedis et vacances scolaires) - Date de dernière mise à jour : 14 février 2023. |                                        |                                        |                                        |                                              |                                            |                                          |                                        |                                        |
| 2     | Dernière actualisation : — |                                        |                                        |                                        |                                              |                                            |                                          |                                        |                                        |
| 4     | Montjovis ⥋ Pôle Saint-Lazare | Montjovis ⥋ Pôle Saint-Lazare          | Montjovis ⥋ Pôle Saint-Lazare          | Montjovis ⥋ Pôle Saint-Lazare          | Montjovis ⥋ Pôle Saint-Lazare                | Montjovis ⥋ Pôle Saint-Lazare              | Montjovis ⥋ Pôle Saint-Lazare            | Montjovis ⥋ Pôle Saint-Lazare          | Montjovis ⥋ Pôle Saint-Lazare          |
| 4     | Ouverture / Fermeture 3 novembre 1947 / — | Longueur 6 km                          | Durée 23 min                           | Nb. d’arrêts 17                        | Matériel Iveco Bus Crealis Neo 18            | Jours de fonctionnement L, Ma, Me, J, V, S | Jour / Soir / Nuit / Fêtes O / — / N / N | Voy. / an 1 662 564                    | Dépôt Clos Moreau                      |
| 4     | Desserte : - Villes et lieux desservis : Limoges (Stade de Beaublanc, Gare de Limoges-Montjovis, Limoges Métropole, Opéra de Limoges, Hôtel de Ville, UFR Droit et & Sciences Économiques, 3IL Georges Pompidou, Z.I. Sud Romanet, Clinique François Chénieux) - Principaux arrêts desservis : Montjovis - Pl. W. Churchill - Mairie - G. Pompidou - Pole St Lazare |                                        |                                        |                                        |                                              |                                            |                                          |                                        |                                        |
| 4     | Autre : - Arrêts non accessibles aux UFR : Adrien Dubouché - Particularités : La ligne fonctionne du lundi au vendredi de 06 h 20 à 20 h 43 avec une fréquence de 10 minutes en journée, le samedi de 06 h 20 à 20 h 43 avec un passage toutes les 12 min. Cette ligne est la plus fréquentée des lignes de trolleybus et la seule à posséder des trolleybus articulés avec un réseau de wi-fi intégrés pour les usagers. - Depuis 2022, la ligne est exploitée en Irisbus Cristalis l'été - Depuis le 29 novembre 2022, les Hess SwissTrolley4 ont quitté la ligne 4 pour être mutés sur la ligne 1 - Durant l'été 2022, puis du 30 novembre 2022 à début 2023, la ligne était équipée d"Irisbus Citelis 12 dans l'attente des Créalis - Début 2023, 4 nouveaux Iveco Créalis 18 IMC ont équipé la ligne - Date de dernière mise à jour : 14 février 2023. |                                        |                                        |                                        |                                              |                                            |                                          |                                        |                                        |
| 4     | Dernière actualisation : — |                                        |                                        |                                        |                                              |                                            |                                          |                                        |                                        |
| 5     | Jean Gagnant ⥋ Isle — La Cornue | Jean Gagnant ⥋ Isle — La Cornue        | Jean Gagnant ⥋ Isle — La Cornue        | Jean Gagnant ⥋ Isle — La Cornue        | Jean Gagnant ⥋ Isle — La Cornue              | Jean Gagnant ⥋ Isle — La Cornue            | Jean Gagnant ⥋ Isle — La Cornue          | Jean Gagnant ⥋ Isle — La Cornue        | Jean Gagnant ⥋ Isle — La Cornue        |
| 5     | Ouverture / Fermeture 2 mars 1951 / — | Longueur 5,6 km                        | Durée 28 min                           | Nb. d’arrêts 18                        | Matériel Cristalis ETB 12                    | Jours de fonctionnement L, Ma, Me, J, V, S | Jour / Soir / Nuit / Fêtes O / — / N / N | Voy. / an 1 394 973                    | Dépôt Clos Moreau                      |
| 5     | Desserte : - Villes et lieux desservis : Limoges (Four des Casseaux, Lycée Suzanne-Valadon, Lycée Turgot, CAF, Clinique des Emailleures, UFR des lettres et sciences humaines), Isle - Landouge - Principaux arrêts desservis : La Cornue - Les Courrieres - F. Perrin - Pl. W. Churchill - Pl. Jourdan - J. Gagnant |                                        |                                        |                                        |                                              |                                            |                                          |                                        |                                        |
| 5     | Autre : - Arrêts non accessibles aux UFR : Adrien Dubouché et Jean Gagnant - Particularités : La ligne fonctionne du lundi au vendredi de 06 h 20 à 20 h 51 avec une fréquence de 10 minutes en journée, le samedi de 06 h 20 à 20 h 51 avec un passage toutes les 12 min. - Depuis le 2 novembre 2020, la ligne ne dessert plus Les Courrières, desserte reprise par la ligne 33 - Date de dernière mise à jour : 14 février 2023. |                                        |                                        |                                        |                                              |                                            |                                          |                                        |                                        |
| 5     | Dernière actualisation : — |                                        |                                        |                                        |                                              |                                            |                                          |                                        |                                        |
| 6     | Pôle la Bastide ⥋ Maréchal Juin | Pôle la Bastide ⥋ Maréchal Juin        | Pôle la Bastide ⥋ Maréchal Juin        | Pôle la Bastide ⥋ Maréchal Juin        | Pôle la Bastide ⥋ Maréchal Juin              | Pôle la Bastide ⥋ Maréchal Juin            | Pôle la Bastide ⥋ Maréchal Juin          | Pôle la Bastide ⥋ Maréchal Juin        | Pôle la Bastide ⥋ Maréchal Juin        |
| 6     | Ouverture / Fermeture 20 novembre 1945 / — | Longueur 7,2 km                        | Durée 29 min                           | Nb. d’arrêts 28                        | Matériel Cristalis ETB 12                    | Jours de fonctionnement L, Ma, Me, J, V, S | Jour / Soir / Nuit / Fêtes O / — / N / N | Voy. / an 1 576 406                    | Dépôt Clos Moreau                      |
| 6     | Desserte : - Villes et lieux desservis : Limoges (La Bastide, Gare de Limoges-Bénédictins, I.U.T. de Limoges, Val de l'Aurence) - Principaux arrêts desservis : Mal Juin - Mal Joffre - A. Dutreix - Cité L. Betoulle - Pl. W. Churchill - Gare des Bénédictins -Pôle La Bastide |                                        |                                        |                                        |                                              |                                            |                                          |                                        |                                        |
| 6     | Autre : - Arrêts non accessibles aux UFR : Aucun - Particularités : La ligne fonctionne du lundi au vendredi de 06 h 00 à 20 h 40 avec une fréquence de 10 à 12 minutes en journée, le samedi de 06 h 00 à 20 h 40 avec un passage toutes les 12 à 14 min. - Date de dernière mise à jour : 14 février 2023. |                                        |                                        |                                        |                                              |                                            |                                          |                                        |                                        |
| 6     | Dernière actualisation : — |                                        |                                        |                                        |                                              |                                            |                                          |                                        |                                        |

## Bus

### Lignes principales
| Ligne | Caractéristiques | Caractéristiques                                                                                 | Caractéristiques                                                                                 | Caractéristiques                                                                                 | Caractéristiques                                                                                    | Caractéristiques                                                                                 | Caractéristiques                                                                                 | Caractéristiques                                                                                 | Caractéristiques                                                                                 |
| 8     | Mal Joffre ⥋ Pl. W. Churchill | Mal Joffre ⥋ Pl. W. Churchill                                                                    | Mal Joffre ⥋ Pl. W. Churchill                                                                    | Mal Joffre ⥋ Pl. W. Churchill                                                                    | Mal Joffre ⥋ Pl. W. Churchill                                                                       | Mal Joffre ⥋ Pl. W. Churchill                                                                    | Mal Joffre ⥋ Pl. W. Churchill                                                                    | Mal Joffre ⥋ Pl. W. Churchill                                                                    | Mal Joffre ⥋ Pl. W. Churchill                                                                    |
| ----- | --- | ------------------------------------------------------------------------------------------------ | ------------------------------------------------------------------------------------------------ | ------------------------------------------------------------------------------------------------ | --------------------------------------------------------------------------------------------------- | ------------------------------------------------------------------------------------------------ | ------------------------------------------------------------------------------------------------ | ------------------------------------------------------------------------------------------------ | ------------------------------------------------------------------------------------------------ |

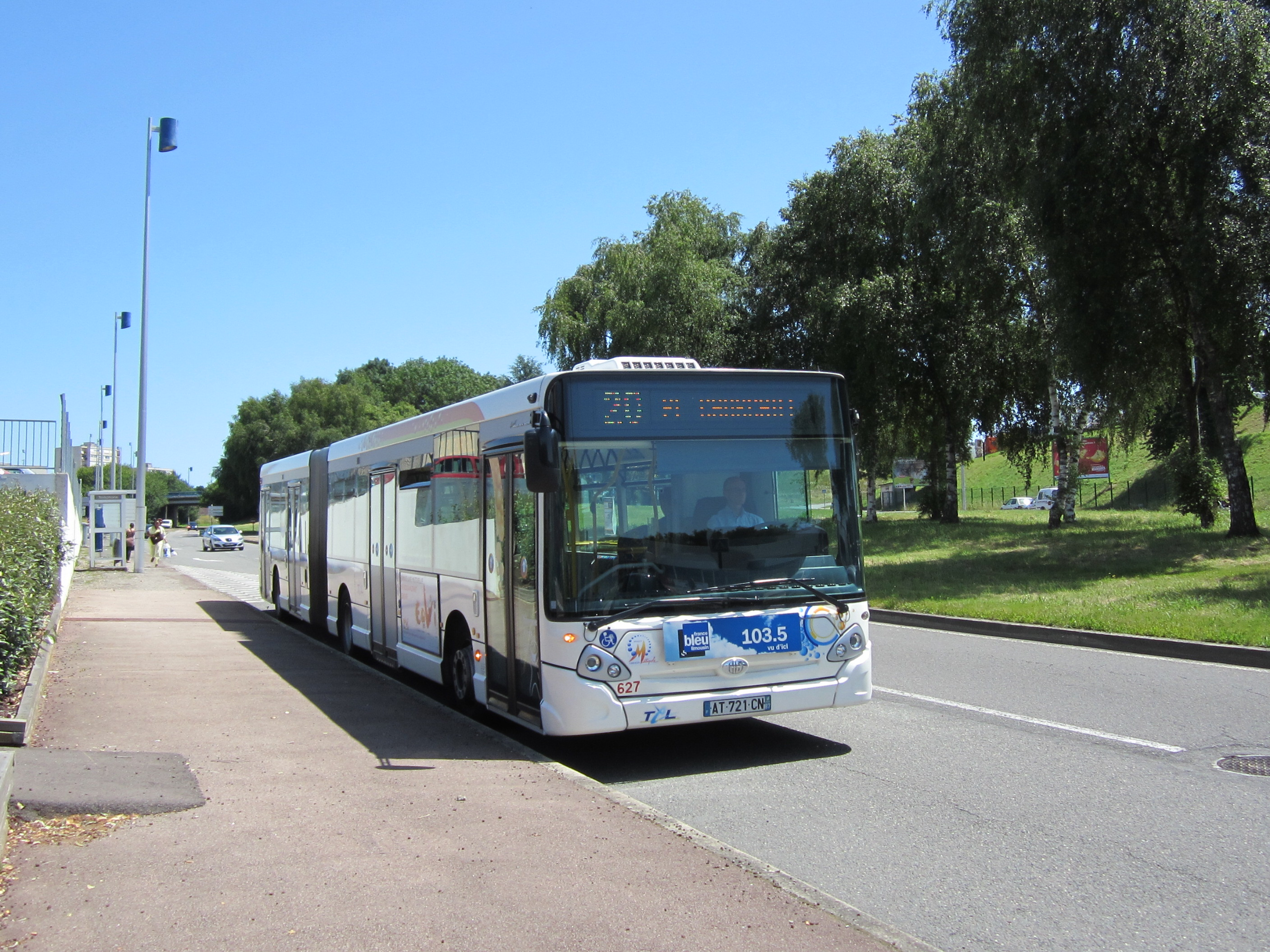
Heuliez GX 427 sur la ligne 20.

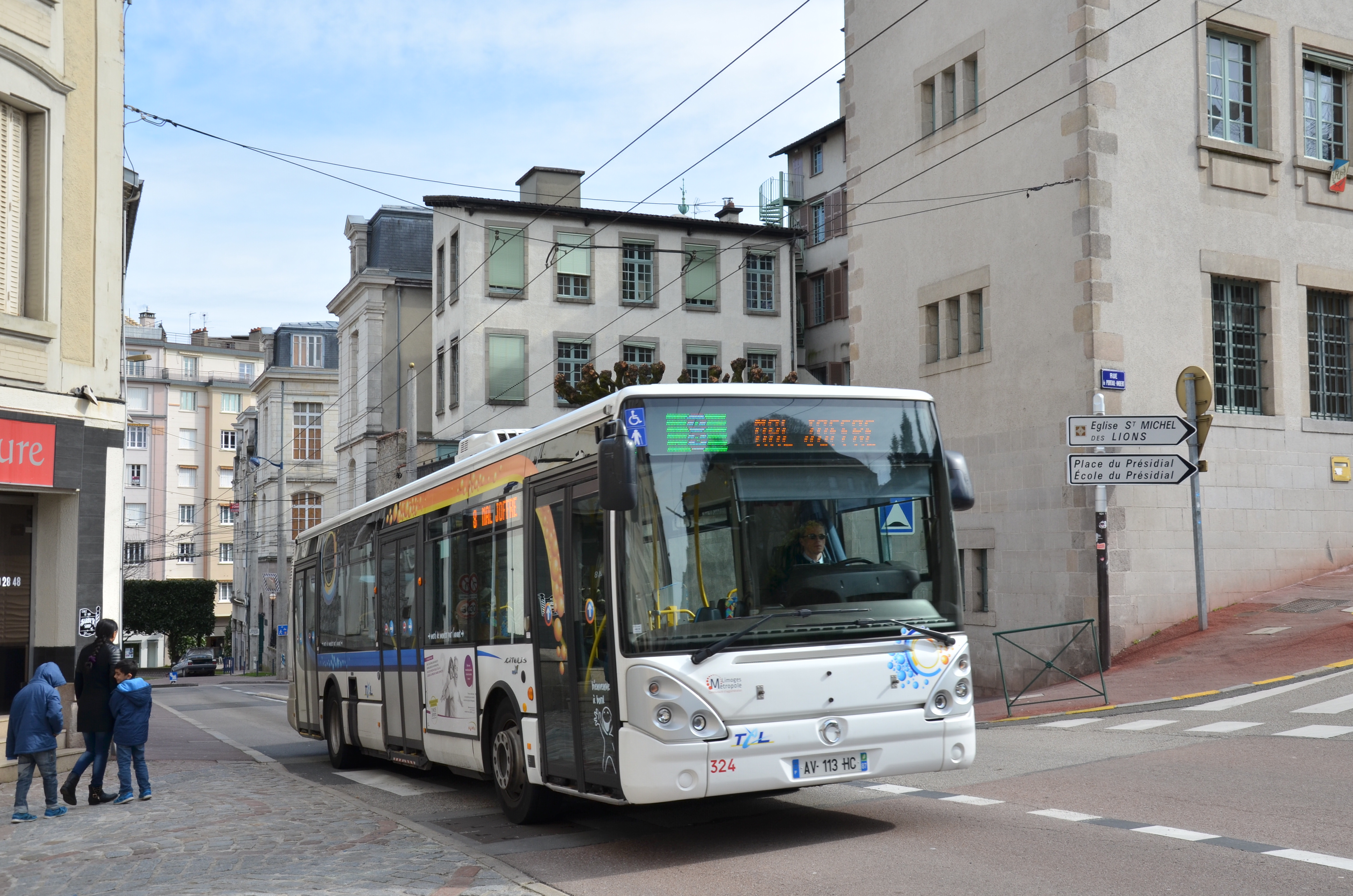
Citelis 12 sur la ligne 8, près de l'arrêt Adrien Dubouché.

| 8     | Ouverture / Fermeture 8 janvier 2024 / — | Longueur 3,8 km                                                                                  | Durée 12-17 min                                                                                  | Nb. d’arrêts 15                                                                                  | Matériel Agora S Citelis 12 Urabnway 12                                                             | Jours de fonctionnement L, Ma, Me, J, V, S                                                       | Jour / Soir / Nuit / Fêtes O / — / N / N                                                         | Voy. / an —                                                                                      | Dépôt Clos Moreau et La Mazelle                                                                  |
| 8     | Desserte : - Villes et lieux desservis : Limoges (I.U.T. de Limoges, Val de l'Aurence, UFR des Sciences et Techniques - Principaux arrêts desservis : Mal Joffre - Corgnac C.C - Jean Rebier - Campus La Borie - P. W. Churchill |                                                                                                  |                                                                                                  |                                                                                                  | |                                                                                                  |                                                                                                  |                                                                                                  |                                                                                                  |
| 8     | Autre : - Arrêts non accessibles aux UFR : J. Le Bail - Particularités : La ligne fonctionne du lundi au vendredi de 06 h 00 à 20 h 52 avec une fréquence moyenne de 10 minutes en journée, le samedi de 06 h 02 à 20 h 57 avec un passage toutes les 13 min. Ensuite, c'est la ligne 22 qui assure la desserte du soir et la ligne d8 pour les dimanches et fêtes. - Depuis le 20 Juin 2022, la ligne ne dessert plus le lycée Jean Monnet, la desserte étant récupérée par le déploiement d'un véhicule supplémentaire de 7h à 9h et de 16h à 18h sur la ligne 18. Cet abandon de desserte se justifie également par l'impossibilité de faire demi-tour depuis les travaux de mise en accessibilité aux PMR pour les arrêts du lycée Jean Monnet. - Depuis le 8 janvier 2024, la ligne ne dessert plus les arrêts entre Pl. Churchill et Le Palais (Pl. Jourdan - Lycée Dautry (desservis par la nouvelle ligne 16) - J. Gagnant - H. Bergson - Cité Dautry (desservi seulement par la ligne 18 qui a eu une restructuration en septembre 2023) - L.P. St Exupéry (desservi par la ligne 13) - Pôle Fougeras - Le Palais Beauregard (desservi par la ligne 23) - Le Palais Centre (desservi par les lignes 13 et 23) - Le Palais Vert Vallon (desservi par la ligne 13) - Le Palais Puy Neige (desservi par la ligne 23)). Le nouveau terminus est Pl. Churchill, le pôle d'échanges principal de la ville, afin de permettre des correspondances plus faciles pour continuer plus loin dans la ville, avec un passage toutes les 10 à 15 min entre 6h00 et 20h50. - Depuis mars 2024, le véhicule partagé entre les lignes 8 et 22 est remisé au dépôt de la Mazelle. La ligne 8 partage depuis mars 2024 la moitié de ses véhicules avec la ligne 14, conséquence du réel manque de véhicules que Limoges Métropole subit. - Projet à Venir : La ligne 8 devrait être restructurée en ligne BHNS entre 2025 et 2030. Aucun véhicule n'a été choisi pour le moment, car les 2 types de véhicules sélectionnés lors d'une étude en 2019 (IVECO BUS CRÉALIS 18 IMC & VanHool Exquicity Hydrogène) ne sont plus fabriqués - Date de dernière mise à jour : 16 juin 2024 |                                                                                                  |                                                                                                  |                                                                                                  | |                                                                                                  |                                                                                                  |                                                                                                  |                                                                                                  |

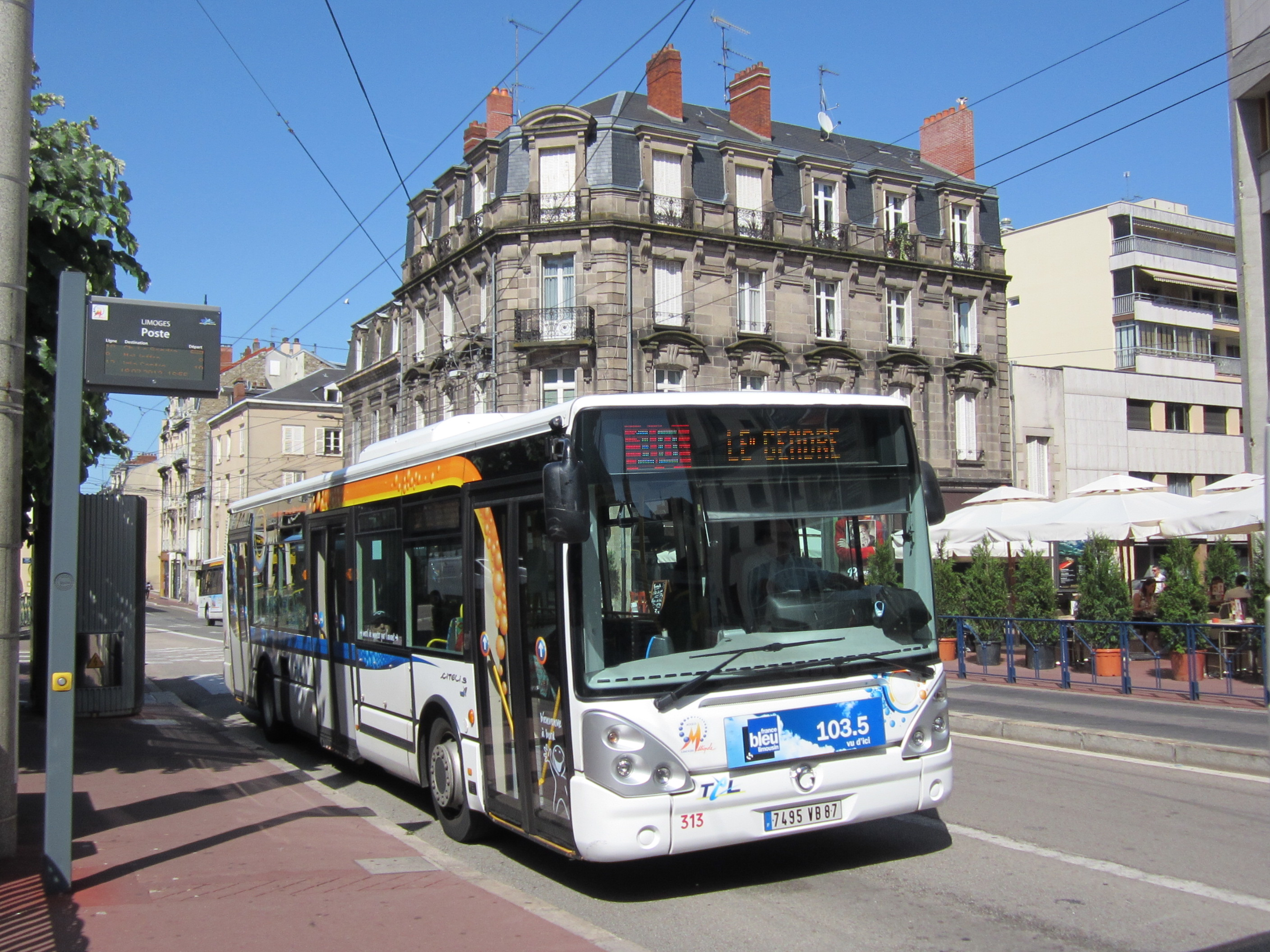
Citelis 12 sur la ligne 10 de Limoges, à l'arrêt Poste (maintenant appelé Opéra).

| 8     | Dernière actualisation : — |                                                                                                  |                                                                                                  |                                                                                                  | |                                                                                                  |                                                                                                  |                                                                                                  |                                                                                                  |
| 10    | Z.I. Nord — L. Serpollet ⥋ Limoges — Ch. Le Gendre | Z.I. Nord — L. Serpollet ⥋ Limoges — Ch. Le Gendre                                               | Z.I. Nord — L. Serpollet ⥋ Limoges — Ch. Le Gendre                                               | Z.I. Nord — L. Serpollet ⥋ Limoges — Ch. Le Gendre                                               | Z.I. Nord — L. Serpollet ⥋ Limoges — Ch. Le Gendre                                                  | Z.I. Nord — L. Serpollet ⥋ Limoges — Ch. Le Gendre                                               | Z.I. Nord — L. Serpollet ⥋ Limoges — Ch. Le Gendre                                               | Z.I. Nord — L. Serpollet ⥋ Limoges — Ch. Le Gendre                                               | Z.I. Nord — L. Serpollet ⥋ Limoges — Ch. Le Gendre                                               |
| 10    | Ouverture / Fermeture — / — | Longueur 12,9 km                                                                                 | Durée 36 à 47 min                                                                                | Nb. d’arrêts 39                                                                                  | Matériel GX 427 Citelis 18 Urabnway 18                                                              | Jours de fonctionnement L, Ma, Me, J, V, S                                                       | Jour / Soir / Nuit / Fêtes O / — / N / N                                                         | Voy. / an 2 928 902                                                                              | Dépôt Clos Moreau et La Mazelle                                                                  |
| 10    | Desserte : - Villes et lieux desservis : Z.I. Nord - Limoges (Beaubreuil, Ester Technopole, ENSIL-ENSCI depuis le 26 janvier 2015, Aquapolis, Gare des Bénédictins, Opéra de Limoges, Palais de Justice, Institution Beaupeyrat, Lycée Renoir, UFR des Lettres et des Sciences Humaines, Archives départementales, UFR de Médecine et de Pharmacie, CHU de Limoges) - Principaux arrêts desservis : L Serpollet - Pôle Fougeras - Ester Limoges Technopole - L. Delhoume - Gare des Bénédictins - Pl. Jourdan - Lycée Renoir - Vanteaux - CHU - Ch. Le Gendre |                                                                                                  |                                                                                                  |                                                                                                  | |                                                                                                  |                                                                                                  |                                                                                                  |                                                                                                  |
| 10    | Autre : - Arrêts non accessibles aux UFR : Montarauds - Particularités : La ligne fonctionne du lundi au vendredi de 05 h 42 à 20 h 52 avec une fréquence de 5 à 10 minutes environ en journée, la course de 5 h 42 circule du lundi au vendredi en période scolaire, le reste du temps c'est la ligne 21, le samedi de 06 h 20 à 20 h 57 avec un passage toutes les 12 min. Ensuite, c'est la ligne 21 qui assure la desserte tôt le matin et du soir, et la ligne d10 pour les dimanches et fêtes. - Depuis juillet 2019, la ligne est effectuée en bus standard durant la période été - Depuis septembre 2023, les services qui commencent et finissent au terminus Léon Serpollet sont remisés au dépôt de la Mazelle en Zone Nord - Depuis mars 2024, les véhicules articulés équipés de la climatisation sont exclusivement déployés sur la ligne 10 du lundi au vendredi - Projet à Venir : La ligne 10 devrait être restructurée d'ici 2025 en ligne temporaire pour attendre l'arrivée d'un BHNS. - Date de dernière mise à jour : 16 juin 2024 |                                                                                                  |                                                                                                  |                                                                                                  | |                                                                                                  |                                                                                                  |                                                                                                  |                                                                                                  |
| 10    | Dernière actualisation : — |                                                                                                  |                                                                                                  |                                                                                                  | |                                                                                                  |                                                                                                  |                                                                                                  |                                                                                                  |
| 11    | Couzeix — Océalim / Couzeix — La Croix d'Anglard ⥋ Limoges — Landouge / Limoges — Les Courrières | Couzeix — Océalim / Couzeix — La Croix d'Anglard ⥋ Limoges — Landouge / Limoges — Les Courrières | Couzeix — Océalim / Couzeix — La Croix d'Anglard ⥋ Limoges — Landouge / Limoges — Les Courrières | Couzeix — Océalim / Couzeix — La Croix d'Anglard ⥋ Limoges — Landouge / Limoges — Les Courrières | Couzeix — Océalim / Couzeix — La Croix d'Anglard ⥋ Limoges — Landouge / Limoges — Les Courrières    | Couzeix — Océalim / Couzeix — La Croix d'Anglard ⥋ Limoges — Landouge / Limoges — Les Courrières | Couzeix — Océalim / Couzeix — La Croix d'Anglard ⥋ Limoges — Landouge / Limoges — Les Courrières | Couzeix — Océalim / Couzeix — La Croix d'Anglard ⥋ Limoges — Landouge / Limoges — Les Courrières | Couzeix — Océalim / Couzeix — La Croix d'Anglard ⥋ Limoges — Landouge / Limoges — Les Courrières |
| 11    | Ouverture / Fermeture 2 novembre 2020 / — | Longueur —                                                                                       | Durée 40 à 59 minutes min                                                                        | Nb. d’arrêts 45                                                                                  | Matériel Citelis 12 Urabnway 12                                                                     | Jours de fonctionnement L, Ma, Me, J, V, S                                                       | Jour / Soir / Nuit / Fêtes O / — / N / N                                                         | Voy. / an —                                                                                      | Dépôt Clos Moreau et La Mazelle                                                                  |
| 11    | Desserte : - Villes et lieux desservis : Couzeix - Limoges - Principaux arrêts desservis : Couzeix — La Croix d'Anglard - Couzeix — Océalim - Couzeix — Mairie - Rue de Bellac - Pl. Churchill - Cité L. Betoulle - College A. Maurois - Les Lucioles - Limoges — Landouge - Limoges — Les Courrieres |                                                                                                  |                                                                                                  |                                                                                                  | |                                                                                                  |                                                                                                  |                                                                                                  |                                                                                                  |
| 11    | Autre : - Particularités : La ligne fonctionne du lundi au vendredi de 06 h 25 à 20 h 24 avec une fréquence de 20 minutes environ en heures de pointe et de 30 minutes le reste de la journée. Pendant les vacances scolaires, samedi et été, elle circule toutes les 30 à 50 minutes en journée. - Depuis le 4 janvier 2021, la ligne dessert Couzeix — La Croix d'Anglard (avec 5 à 6 allers-retours par jour), Les Lucioles (avec 2 à 3 allers-retours par jour) et Limoges — Les Courrieres (avec 7 à 11 allers-retours par jour), avec la même fréquence. - Depuis le 2 novembre 2021, la ligne est exploitée avec un véhicule articulé uniquement au départ de 07h09 des Courrières direction Couzeix La Croix d'Anglard - Depuis le 10 septembre 2022, la ligne circule avec deux véhicules le samedi contre trois auparavant en raison de la basse fréquentation le samedi, supprimant ainsi la moitié de la desserte des Lucioles et les dessertes en cours d'après-midi aux Courrières. - Depuis juillet 2023, la ligne est exploitée en semaine comme pendant les petites vacances et non comme les samedis, ce qui permet la circulation de 4 véhicules en été contre 3 auparavant. - Depuis septembre 2023, 3 des 8 véhicules de la ligne sont remisés au dépôt de la Mazelle - Depuis avril 2024, la ligne est exploitée à 100% avec des bus climatisés à l'exception de la course effectuée en véhicules articulés. - En juin 2024, une pétition a circulé demandant la suppression de la desserte des Lucioles, estimée comme perte de temps, sans avoir, pour le moment, abouti. - À partir de juillet 2024, à la suite du succès de l'expérimentation de l'été précédent, la décision de mettre quatre véhicules au lieu de trois en période estivale sera finalement étendue à un 5ème véhicule exploité au dépôt de la Mazelle. - À partir du 2 septembre 2024, un dernier départ a lieu à 20h30 aux terminus de Couzeix Océalim et de Limoges Landouge, sur toutes les périodes. - Date de dernière mise à jour : 15 septembre 2024 |                                                                                                  |                                                                                                  |                                                                                                  | |                                                                                                  |                                                                                                  |                                                                                                  |                                                                                                  |
| 11    | Dernière actualisation : — |                                                                                                  |                                                                                                  |                                                                                                  | |                                                                                                  |                                                                                                  |                                                                                                  |                                                                                                  |
| 12    | Isle Louis Aragon ⥋ Le Clos Jean Monnet / Condat Versanas | Isle Louis Aragon ⥋ Le Clos Jean Monnet / Condat Versanas                                        | Isle Louis Aragon ⥋ Le Clos Jean Monnet / Condat Versanas                                        | Isle Louis Aragon ⥋ Le Clos Jean Monnet / Condat Versanas                                        | Isle Louis Aragon ⥋ Le Clos Jean Monnet / Condat Versanas                                           | Isle Louis Aragon ⥋ Le Clos Jean Monnet / Condat Versanas                                        | Isle Louis Aragon ⥋ Le Clos Jean Monnet / Condat Versanas                                        | Isle Louis Aragon ⥋ Le Clos Jean Monnet / Condat Versanas                                        | Isle Louis Aragon ⥋ Le Clos Jean Monnet / Condat Versanas                                        |
| 12    | Ouverture / Fermeture 5 septembre 2022 / — | Longueur —                                                                                       | Durée 42 à 50 minutes min                                                                        | Nb. d’arrêts 37                                                                                  | Matériel Citelis 12 Urabnway 12                                                                     | Jours de fonctionnement L, Ma, Me, J, V, S                                                       | Jour / Soir / Nuit / Fêtes O / — / N / N                                                         | Voy. / an —                                                                                      | Dépôt Clos Moreau                                                                                |
| 12    | Desserte : - Villes et lieux desservis : Isle - Limoges - Condat-sur-Vienne - Principaux arrêts desservis : Isle L. Aragon - Isle Centre - C.H.U Dupuytren 2 - Vanteaux - Lycée Renoir - Pl. des Carmes - Pl. W. Churchill - Pl. d'Aine - Mairie - Centre de Tri - Condat Mairie - Condat Versanas |                                                                                                  |                                                                                                  |                                                                                                  | |                                                                                                  |                                                                                                  |                                                                                                  |                                                                                                  |
| 12    | Autre : - Particularités : La ligne fonctionne du lundi au vendredi de 06 h 30 à 20 h 23 avec une fréquence de 20 minutes environ en heures de pointe et de 30 minutes le reste de la journée. Pendant les vacances scolaires, samedi et été, elle circule toutes les 30 à 50 minutes environ en journée. - En période scolaire, un départ a lieu en direction d'Isle Aragon depuis Clos J. Monnet à Condat. - Cette ligne reprend le trajet de l'ancienne ligne 12 sur la partie Isle Pl. W. Churchill et de l'ancienne ligne 36 entre Pl. W. Churchill et Condat Versanas. - La ligne est actuellement équipée de 5 véhicules (dont 1 partagé avec la ligne 26), et sera équipée d'un véhicule supplémentaire afin d'assurer une réelle fréquence de 20 minutes d'ici 2025. - A partir du 2 septembre 2024, un dernier départ a lieu à 20h30 aux terminus de Isle L. Aragon et de Condat Versanas, sur toutes les périodes. - Date de dernière mise à jour : 15 septembre 2024 |                                                                                                  |                                                                                                  |                                                                                                  | |                                                                                                  |                                                                                                  |                                                                                                  |                                                                                                  |
| 12    | Dernière actualisation : — |                                                                                                  |                                                                                                  |                                                                                                  | |                                                                                                  |                                                                                                  |                                                                                                  |                                                                                                  |
| 13    | Feytiat Plein Bois/ Mairie ⥋ Le Palais Vert Vallon / Lycée Saint Éxupéry | Feytiat Plein Bois/ Mairie ⥋ Le Palais Vert Vallon / Lycée Saint Éxupéry                         | Feytiat Plein Bois/ Mairie ⥋ Le Palais Vert Vallon / Lycée Saint Éxupéry                         | Feytiat Plein Bois/ Mairie ⥋ Le Palais Vert Vallon / Lycée Saint Éxupéry                         | Feytiat Plein Bois/ Mairie ⥋ Le Palais Vert Vallon / Lycée Saint Éxupéry                            | Feytiat Plein Bois/ Mairie ⥋ Le Palais Vert Vallon / Lycée Saint Éxupéry                         | Feytiat Plein Bois/ Mairie ⥋ Le Palais Vert Vallon / Lycée Saint Éxupéry                         | Feytiat Plein Bois/ Mairie ⥋ Le Palais Vert Vallon / Lycée Saint Éxupéry                         | Feytiat Plein Bois/ Mairie ⥋ Le Palais Vert Vallon / Lycée Saint Éxupéry                         |
| 13    | Ouverture / Fermeture 8 janvier 2024 / — | Longueur —                                                                                       | Durée 50 à 55 minutes min                                                                        | Nb. d’arrêts 43                                                                                  | Matériel GX 427 Citelis 18 Urabnway 18 Citelis 12 Urabnway 12                                       | Jours de fonctionnement L, Ma, Me, J, V, S                                                       | Jour / Soir / Nuit / Fêtes O / — / N / N                                                         | Voy. / an —                                                                                      | Dépôt Clos Moreau et La Mazelle                                                                  |
| 13    | Desserte : - Villes et lieux desservis : Feytiat - Limoges - Le Palais-sur-Vienne - Principaux arrêts desservis : Feytiat Plein Bois - Croix Rouge - Pl. de l'Europe - Vieux Crézin - Carr. de l'industrie - Pôle St Lazare - Babylone - Auzette - Mairie - Pl. Jourdan - J. Gagnant - L.P. St Exupéry - J. Jaures - Le Palais Centre - Le Palais Vert Vallon |                                                                                                  |                                                                                                  |                                                                                                  | |                                                                                                  |                                                                                                  |                                                                                                  |                                                                                                  |
| 13    | Autre : - Particularités : La ligne fonctionne du lundi au samedi de 06 h 15 à 21 h 04 avec une fréquence de 20 minutes environ en heures de pointe et de 30 minutes le reste de la journée. Pendant les vacances scolaires, samedi et été elle circule toutes les 30 à 50 minutes environ en journée. Elle est partiellement exploitée par des bus articulés. - Cette ligne reprend le trajet de l'ancienne ligne 35 sur la partie Feytiat Plein Bois et Mairie et de la ligne 8 entre Pl. Jourdan et Le Palais Vert Vallon. - Cette ligne est exploitée dans les 2 dépôts du réseau - Des véhicules supplémentaires non indiqués sur les fiches horaires circulent le matin, le midi (mercredi uniquement) et le soir, uniquement entre le lycée Saint Exupéry et la Mairie. - A partir du 2 septembre 2024, un dernier départ a lieu à 20h30 aux terminus de Feytiat Plein Bois et de Le Palais Vert Vallon, sur toutes les périodes. Une correspondance est assurée avec la ligne 23 au Palais Centre à la sortie des établissements scolaire à 16h et 17h. - Date de dernière mise à jour : 15 septembre 2024 |                                                                                                  |                                                                                                  |                                                                                                  | |                                                                                                  |                                                                                                  |                                                                                                  |                                                                                                  |
| 13    | Dernière actualisation : — |                                                                                                  |                                                                                                  |                                                                                                  | |                                                                                                  |                                                                                                  |                                                                                                  |                                                                                                  |
| 16    | La Valoine / Villagory ⥋ Place Jourdan / Pôle La Bastide | La Valoine / Villagory ⥋ Place Jourdan / Pôle La Bastide                                         | La Valoine / Villagory ⥋ Place Jourdan / Pôle La Bastide                                         | La Valoine / Villagory ⥋ Place Jourdan / Pôle La Bastide                                         | La Valoine / Villagory ⥋ Place Jourdan / Pôle La Bastide                                            | La Valoine / Villagory ⥋ Place Jourdan / Pôle La Bastide                                         | La Valoine / Villagory ⥋ Place Jourdan / Pôle La Bastide                                         | La Valoine / Villagory ⥋ Place Jourdan / Pôle La Bastide                                         | La Valoine / Villagory ⥋ Place Jourdan / Pôle La Bastide                                         |
| 16    | Ouverture / Fermeture 8 janvier 2024 / — | Longueur —                                                                                       | Durée 40 à 45 minutes min                                                                        | Nb. d’arrêts 41                                                                                  | Matériel Citelis 12 Urabnway 12 Créalis 12                                                          | Jours de fonctionnement L, Ma, Me, J, V, S                                                       | Jour / Soir / Nuit / Fêtes O / — / N / N                                                         | Voy. / an —                                                                                      | Dépôt Clos Moreau                                                                                |
| 16    | Desserte : - Villes et lieux desservis : Limoges - Principaux arrêts desservis : La Valoine - Sismondi - Rue Say - Pôle St Lazare - L.P. Pagnol - Auzette - J. Gagnant - Lycée Dautry - Pl. Jourdan - Gare des Bénédictins - L. Delhoume - Puy Ponchet - Pôle La Bastide |                                                                                                  |                                                                                                  |                                                                                                  | |                                                                                                  |                                                                                                  |                                                                                                  |                                                                                                  |
| 16    | Autre : - Particularités : La ligne fonctionne du lundi au samedi de 06 h 15 à 21 h 43 avec une fréquence de 20 minutes environ en heures de pointe et de 30 minutes le reste de la journée. Pendant les vacances scolaires, samedi et été, elle circule toutes les 30 à 50 minutes environ en journée. - Cette ligne reprend le trajet de l'ancienne ligne 35 entre Villagory et Auzette sans desservir la boucle du Sablard. - Des véhicules supplémentaires (Créalis 12 en général) non indiqués sur les fiches horaires circulent le matin, le midi (mercredi uniquement) et le soir, uniquement entre Villagory et le Carrefour Tourny Jourdan, dans l'attente de pouvoir équiper la ligne de véhicules articulés. - Date de dernière mise à jour : 16 juin 2024 |                                                                                                  |                                                                                                  |                                                                                                  | |                                                                                                  |                                                                                                  |                                                                                                  |                                                                                                  |
| 16    | Dernière actualisation : — |                                                                                                  |                                                                                                  |                                                                                                  | |                                                                                                  |                                                                                                  |                                                                                                  |                                                                                                  |
| 19    | Pl. W. Churchill ⥋ Panazol Manderesse | Pl. W. Churchill ⥋ Panazol Manderesse                                                            | Pl. W. Churchill ⥋ Panazol Manderesse                                                            | Pl. W. Churchill ⥋ Panazol Manderesse                                                            | Pl. W. Churchill ⥋ Panazol Manderesse                                                               | Pl. W. Churchill ⥋ Panazol Manderesse                                                            | Pl. W. Churchill ⥋ Panazol Manderesse                                                            | Pl. W. Churchill ⥋ Panazol Manderesse                                                            | Pl. W. Churchill ⥋ Panazol Manderesse                                                            |
| 19    | Ouverture / Fermeture 5 septembre 2022 / — | Longueur —                                                                                       | Durée 30 environ min                                                                             | Nb. d’arrêts 24                                                                                  | Matériel Citelis 12 Urabnway 12 Créalis 12                                                          | Jours de fonctionnement L, Ma, Me, J, V, S                                                       | Jour / Soir / Nuit / Fêtes O / — / N / N                                                         | Voy. / an —                                                                                      | Dépôt Clos Moreau                                                                                |
| 19    | Desserte : - Principaux arrêts desservis : Pl. W. Churchill - Opéra - Pl. Jourdan - J. Gagnant - Chastaingt - Panazol Rte de Lyon - Le Chalet - J. Zay - P. Guillot - Panazol Manderesse |                                                                                                  |                                                                                                  |                                                                                                  | |                                                                                                  |                                                                                                  |                                                                                                  |                                                                                                  |
| 19    | Autre : Circule entre 6 h 35 et 20 h 17 - Cette ligne reprend l'itinéraire de l'ancienne ligne 12 entre Pl. W. Churchill et Panazol Manderesse. - A partir du 04/09/23, la ligne circulera environ toutes les 30 min en période scolaire entre 6h35 et 20h34. Elle desservira les arrêts P. Cot et Panazol l'Académie. Elle ne dessert plus les arrêts Morpiénas et J. Zay. - Une fusion avec la ligne 8 est envisagée dans l'attente de la mise en place du BHNS sur la commune de Panazol |                                                                                                  |                                                                                                  |                                                                                                  | |                                                                                                  |                                                                                                  |                                                                                                  |                                                                                                  |
| 19    | Dernière actualisation : — |                                                                                                  |                                                                                                  |                                                                                                  | |                                                                                                  |                                                                                                  |                                                                                                  |                                                                                                  |
| 20    | Limoges — Pl. W. Churchill ⥋ Limoges — Pôle Fougeras | Limoges — Pl. W. Churchill ⥋ Limoges — Pôle Fougeras                                             | Limoges — Pl. W. Churchill ⥋ Limoges — Pôle Fougeras                                             | Limoges — Pl. W. Churchill ⥋ Limoges — Pôle Fougeras                                             | Limoges — Pl. W. Churchill ⥋ Limoges — Pôle Fougeras                                                | Limoges — Pl. W. Churchill ⥋ Limoges — Pôle Fougeras                                             | Limoges — Pl. W. Churchill ⥋ Limoges — Pôle Fougeras                                             | Limoges — Pl. W. Churchill ⥋ Limoges — Pôle Fougeras                                             | Limoges — Pl. W. Churchill ⥋ Limoges — Pôle Fougeras                                             |
| 20    | Ouverture / Fermeture — / — | Longueur 13,9 km                                                                                 | Durée 40 à 45 min                                                                                | Nb. d’arrêts 35                                                                                  | Matériel Agora S Citelis 12 Urabnway 12 Samedi et Vacances Articulé : GX 427 Citelis 18 Urabnway 18 | Jours de fonctionnement L, Ma, Me, J, V, S                                                       | Jour / Soir / Nuit / Fêtes O / — / N / N                                                         | Voy. / an 1 109 733                                                                              | Dépôt Clos Moreau et La Mazelle                                                                  |
| 20    | Desserte : - Villes et lieux desservis : Z.I. Nord (Parc d'activités Limoges nord), Zénith de Limoges, Parc des Expo - Limoges, La Bastide, Place Carnot, Gare des Bénédictins, Opéra de Limoges. - Principaux arrêts desservis : Pl. W. Churchill - Pl. Jourdan - Gare des Bénédictins - Pl. Carnot - La Bastide - Roberval - Beaubreuil C.C. - Pôle Fougeras |                                                                                                  |                                                                                                  |                                                                                                  | |                                                                                                  |                                                                                                  |                                                                                                  |                                                                                                  |
| 20    | Autre : - Arrêts non accessibles aux UFR : C. Marot - Particularités : La ligne fonctionne du lundi au vendredi de 05 h 20 à 21 h 02 avec une fréquence de 15 à 20 minutes environ en journée, le samedi de 05 h 20 à 21 h 02 avec un passage toutes les 20 min. Ensuite, c'est la ligne 21 qui assure la desserte du soir, et la ligne d10 pour les dimanches et fêtes. - Ligne effectuée en bus articulés en dehors des jours rouges (sauf juin) - Depuis 2020, la ligne est exploitée en bus articulés au mois de juin - À la suite d'une baisse de la fréquentation sur la ligne 13, la ligne 20 a récupéré des véhicules articulés permettant 2 véhicules sur 6 articulés équipant la ligne (ou 3 sur 7 selon les jours) - Depuis septembre 2023, la ligne est en partie remisée au dépôt de la Mazelle, servant également de navette du personnel pour les relèves se faisant aux places Churchill et Jourdan - Date de dernière mise à jour : 16 juin 2024 |                                                                                                  |                                                                                                  |                                                                                                  | |                                                                                                  |                                                                                                  |                                                                                                  |                                                                                                  |
| 20    | Dernière actualisation : — |                                                                                                  |                                                                                                  |                                                                                                  | |                                                                                                  |                                                                                                  |                                                                                                  |                                                                                                  |

### Lignes secondaires
| Ligne | Caractéristiques | Caractéristiques                                                              | Caractéristiques                                                              | Caractéristiques                                                              | Caractéristiques                                                              | Caractéristiques                                                              | Caractéristiques                                                              | Caractéristiques                                                              | Caractéristiques                                                              |
| 14    | Limoges — Pte de Louyat / Collège Ronsard / Le Theil ⥋ Limoges — Lycée Renoir | Limoges — Pte de Louyat / Collège Ronsard / Le Theil ⥋ Limoges — Lycée Renoir | Limoges — Pte de Louyat / Collège Ronsard / Le Theil ⥋ Limoges — Lycée Renoir | Limoges — Pte de Louyat / Collège Ronsard / Le Theil ⥋ Limoges — Lycée Renoir | Limoges — Pte de Louyat / Collège Ronsard / Le Theil ⥋ Limoges — Lycée Renoir | Limoges — Pte de Louyat / Collège Ronsard / Le Theil ⥋ Limoges — Lycée Renoir | Limoges — Pte de Louyat / Collège Ronsard / Le Theil ⥋ Limoges — Lycée Renoir | Limoges — Pte de Louyat / Collège Ronsard / Le Theil ⥋ Limoges — Lycée Renoir | Limoges — Pte de Louyat / Collège Ronsard / Le Theil ⥋ Limoges — Lycée Renoir |
| ----- | --- | ----------------------------------------------------------------------------- | ----------------------------------------------------------------------------- | ----------------------------------------------------------------------------- | ----------------------------------------------------------------------------- | ----------------------------------------------------------------------------- | ----------------------------------------------------------------------------- | ----------------------------------------------------------------------------- | ----------------------------------------------------------------------------- |
| 14    | Ouverture / Fermeture — / 31 août 2025 | Longueur 10,6 km                                                              | Durée 30 min                                                                  | Nb. d’arrêts 27                                                               | Matériel Agora S Citelis 12 Urabnway 12                                       | Jours de fonctionnement L, Ma, Me, J, V, S                                    | Jour / Soir / Nuit / Fêtes O / — / N / N                                      | Voy. / an 164 516                                                             | Dépôt Clos Moreau                                                             |
| 14    | Desserte : - Villes et lieux desservis : Limoges (Lycée Renoir, CHS Esquirol, UFR des Lettres et des Sciences Humaines, Archives départementales, UFR de Médecine et de Pharmacie, CHU de Limoges, CAF, IUT - Mal Joffre, Campus La Borie, Stade de Beaublanc) - Principaux arrêts desservis : Le Theil - La bastide - Collège Ronsard - Pte de Louyat - Mal Joffre - F. Perrin - CHS Esquirol - Ch. Le Gendre - Lycée Renoir |                                                                               |                                                                               |                                                                               |                                                                               |                                                                               |                                                                               |                                                                               |                                                                               |
| 14    | Autre : - Arrêts non accessibles aux UFR : ... Particularités : La ligne fonctionne du lundi au samedi de 7 h 09 à 19 h 38 avec une fréquence de 10 à 30 minutes environ en journée. - La ligne est remplacé par la nouvelle ligne 15 à partir du 01/09/2025 entre Pole La Bastide et Lycée Renoir, par la ligne 45 entre Le Theil et Pole la Bastide et par la ligne nouvelle ligne provisoire R2 entre P. Curie et Ch. Le Gendre. - Date de dernière mise à jour : 19 août 2025. |                                                                               |                                                                               |                                                                               |                                                                               |                                                                               |                                                                               |                                                                               |                                                                               |
| 14    | Dernière actualisation : — |                                                                               |                                                                               |                                                                               |                                                                               |                                                                               |                                                                               |                                                                               |                                                                               |
| 17    | Pl. W. Churchill Quai I ⥋ Verneuil — Pennevayre | Pl. W. Churchill Quai I ⥋ Verneuil — Pennevayre                               | Pl. W. Churchill Quai I ⥋ Verneuil — Pennevayre                               | Pl. W. Churchill Quai I ⥋ Verneuil — Pennevayre                               | Pl. W. Churchill Quai I ⥋ Verneuil — Pennevayre                               | Pl. W. Churchill Quai I ⥋ Verneuil — Pennevayre                               | Pl. W. Churchill Quai I ⥋ Verneuil — Pennevayre                               | Pl. W. Churchill Quai I ⥋ Verneuil — Pennevayre                               | Pl. W. Churchill Quai I ⥋ Verneuil — Pennevayre                               |
| 17    | Ouverture / Fermeture 5 septembre 2011 / — | Longueur —                                                                    | Durée 25 min                                                                  | Nb. d’arrêts 22                                                               | Matériel Citelis 12 Urabnway 12                                               | Jours de fonctionnement L, Ma, Me, J, V, S                                    | Jour / Soir / Nuit / Fêtes O / — / N / N                                      | Voy. / an 60 900                                                              | Dépôt Clos Moreau                                                             |
| 17    | Desserte : - Principaux arrêts desservis : Pl. W. Churchill - A. Dutreix - J. de Vienne - Landouge Centre - Les Vaseix Tunnel - Verneuil Les Vaseix - Le Breuil - Verneuil Pennevayre |                                                                               |                                                                               |                                                                               |                                                                               |                                                                               |                                                                               |                                                                               |                                                                               |
| 17    | Autre : Circule entre 6h50 et 19 h 34 - La ligne dessert le lycée agricole des Vaseix une fois le matin en direction de Limoges puis une fois le midi et le soir en direction de Verneuil |                                                                               |                                                                               |                                                                               |                                                                               |                                                                               |                                                                               |                                                                               |                                                                               |
| 17    | Dernière actualisation : — |                                                                               |                                                                               |                                                                               |                                                                               |                                                                               |                                                                               |                                                                               |                                                                               |
| 18    | C.I.E.L. ⥋ Beaune-les-Mines | C.I.E.L. ⥋ Beaune-les-Mines                                                   | C.I.E.L. ⥋ Beaune-les-Mines                                                   | C.I.E.L. ⥋ Beaune-les-Mines                                                   | C.I.E.L. ⥋ Beaune-les-Mines                                                   | C.I.E.L. ⥋ Beaune-les-Mines                                                   | C.I.E.L. ⥋ Beaune-les-Mines                                                   | C.I.E.L. ⥋ Beaune-les-Mines                                                   | C.I.E.L. ⥋ Beaune-les-Mines                                                   |
| 18    | Ouverture / Fermeture — / — | Longueur —                                                                    | Durée 33 min                                                                  | Nb. d’arrêts 38                                                               | Matériel Citelis 12 Urabnway 12                                               | Jours de fonctionnement L, Ma, Me, J, V, S                                    | Jour / Soir / Nuit / Fêtes O / — / N / N                                      | Voy. / an 83 785                                                              | Dépôt Clos Moreau                                                             |
| 18    | Desserte : - Principaux arrêts desservis : Pl. W. Churchill - Pl. Jourdan - J. Gagnant - H. Bergson - LP J. Monnet - Pôle Fougeras - J. Montalat - Grossereix - Beaune les mines - Bonnac Bourg - Bonnac Le Masbatin |                                                                               |                                                                               |                                                                               |                                                                               |                                                                               |                                                                               |                                                                               |                                                                               |
| 18    | Autre : Circule entre 6 h 45 et 20 h 06 A partir du 04/09/23 la ligne ne dessert plus Bonnac la Cote (desserte par la nouvelle ligne 37). Nouvelle desserte de la zone commerciale rue F. Bastiat (desserte des arrêts F. Bastiat, L. Serpollet, Beaubreuil C.C., Autier, Rochilloux) et de la Cité Dautry mais aussi du Pole La Bastide. Ne dessert plus Pôle Fougeras. Nouveau terminus à CIEL. La ligne circulera entre 6h30 et 20h35 avec un passage de 30 min en heure de pointe et toutes les heures en heures creuses. Ne dessert plus Pl. Churchill. |                                                                               |                                                                               |                                                                               |                                                                               |                                                                               |                                                                               |                                                                               |                                                                               |
| 18    | Dernière actualisation : — |                                                                               |                                                                               |                                                                               |                                                                               |                                                                               |                                                                               |                                                                               |                                                                               |
| 23    | Z.I. Nord 3 ⥋ Le Palais Puy Neige | Z.I. Nord 3 ⥋ Le Palais Puy Neige                                             | Z.I. Nord 3 ⥋ Le Palais Puy Neige                                             | Z.I. Nord 3 ⥋ Le Palais Puy Neige                                             | Z.I. Nord 3 ⥋ Le Palais Puy Neige                                             | Z.I. Nord 3 ⥋ Le Palais Puy Neige                                             | Z.I. Nord 3 ⥋ Le Palais Puy Neige                                             | Z.I. Nord 3 ⥋ Le Palais Puy Neige                                             | Z.I. Nord 3 ⥋ Le Palais Puy Neige                                             |
| 23    | Ouverture / Fermeture 08/01/2024 / — | Longueur —                                                                    | Durée 36 min                                                                  | Nb. d’arrêts 32                                                               | Matériel Citelis 12 Urabnway 12                                               | Jours de fonctionnement L, Ma, Me, J, V, S                                    | Jour / Soir / Nuit / Fêtes O / — / N / N                                      | Voy. / an 83 785                                                              | Dépôt Clos Moreau                                                             |
| 23    | Desserte : - Principaux arrêts desservis : Z.I. Nord 3 - A. Gordini - L. Serpollet - La Mazelle - Pôle Fougeras - Le Palais Beauregard - Le Palais Centre - J. Cocteau - Le Palais Puy Neige |                                                                               |                                                                               |                                                                               |                                                                               |                                                                               |                                                                               |                                                                               |                                                                               |
| 23    | Autre : Circule entre 6 h 21 et 21 h 10 - La ligne remplace la ligne 65 entre ZI Nord 3 et Pôle Fougeras et la ligne 8 sur la commune du Palais sur Vienne. Une correspondance vers le centre-ville de Limoges est assuré avec la ligne 13 au Palais centre, avec la ligne 10 et 20 au Pole Fougeras ou à L. Serpollet. - À partir du 02 septembre 2024, la ligne 23 garantit une correspondance avec la ligne 13 au Palais Centre pour les sorties des établissements scolaires à 16h et 17h. |                                                                               |                                                                               |                                                                               |                                                                               |                                                                               |                                                                               |                                                                               |                                                                               |
| 23    | Dernière actualisation : — |                                                                               |                                                                               |                                                                               |                                                                               |                                                                               |                                                                               |                                                                               |                                                                               |
| 24    | Pl. W. Churchill / Pôle St Lazare ⥋ Fontgeaudrant | Pl. W. Churchill / Pôle St Lazare ⥋ Fontgeaudrant                             | Pl. W. Churchill / Pôle St Lazare ⥋ Fontgeaudrant                             | Pl. W. Churchill / Pôle St Lazare ⥋ Fontgeaudrant                             | Pl. W. Churchill / Pôle St Lazare ⥋ Fontgeaudrant                             | Pl. W. Churchill / Pôle St Lazare ⥋ Fontgeaudrant                             | Pl. W. Churchill / Pôle St Lazare ⥋ Fontgeaudrant                             | Pl. W. Churchill / Pôle St Lazare ⥋ Fontgeaudrant                             | Pl. W. Churchill / Pôle St Lazare ⥋ Fontgeaudrant                             |
| 24    | Ouverture / Fermeture septembre 2009 / — | Longueur —                                                                    | Durée 10 à 25 min                                                             | Nb. d’arrêts 22                                                               | Matériel Citelis 12                                                           | Jours de fonctionnement L, Ma, Me, J, V, S                                    | Jour / Soir / Nuit / Fêtes O / — / N / N                                      | Voy. / an 30 012                                                              | Dépôt Clos Moreau                                                             |
| 24    | Desserte : - Principaux arrêts desservis : Pl. W. Churchill - Mairie - G. Pompidou - Pôle St Lazare - AFPA - Fontgeaudrant |                                                                               |                                                                               |                                                                               |                                                                               |                                                                               |                                                                               |                                                                               |                                                                               |
| 24    | Autre : Circule entre 6 h 59 et 18 h 54 |                                                                               |                                                                               |                                                                               |                                                                               |                                                                               |                                                                               |                                                                               |                                                                               |
| 24    | Dernière actualisation : — |                                                                               |                                                                               |                                                                               |                                                                               |                                                                               |                                                                               |                                                                               |                                                                               |
| 25    | Pl. W. Churchill ⥋ Mas Blanc | Pl. W. Churchill ⥋ Mas Blanc                                                  | Pl. W. Churchill ⥋ Mas Blanc                                                  | Pl. W. Churchill ⥋ Mas Blanc                                                  | Pl. W. Churchill ⥋ Mas Blanc                                                  | Pl. W. Churchill ⥋ Mas Blanc                                                  | Pl. W. Churchill ⥋ Mas Blanc                                                  | Pl. W. Churchill ⥋ Mas Blanc                                                  | Pl. W. Churchill ⥋ Mas Blanc                                                  |
| 25    | Ouverture / Fermeture septembre 2009 / — | Longueur —                                                                    | Durée 20 min                                                                  | Nb. d’arrêts 17                                                               | Matériel Agora S Citelis 12 Urabnway 12                                       | Jours de fonctionnement L, Ma, Me, J, V, S                                    | Jour / Soir / Nuit / Fêtes O / — / N / N                                      | Voy. / an 39 339                                                              | Dépôt Clos Moreau                                                             |
| 25    | Desserte : - Principaux arrêts desservis : Pl. W. Churchill - Montjovis - Moulin Rabaud - Mas Blanc L'été, la ligne est exploitée en midibus. |                                                                               |                                                                               |                                                                               |                                                                               |                                                                               |                                                                               |                                                                               |                                                                               |
| 25    | Autre : Circule entre 7 h 20 et 19 h 36 |                                                                               |                                                                               |                                                                               |                                                                               |                                                                               |                                                                               |                                                                               |                                                                               |
| 25    | Dernière actualisation : — |                                                                               |                                                                               |                                                                               |                                                                               |                                                                               |                                                                               |                                                                               |                                                                               |
| 26    | Pl. W. Churchill ⥋ Peyrilhac — Banèche | Pl. W. Churchill ⥋ Peyrilhac — Banèche                                        | Pl. W. Churchill ⥋ Peyrilhac — Banèche                                        | Pl. W. Churchill ⥋ Peyrilhac — Banèche                                        | Pl. W. Churchill ⥋ Peyrilhac — Banèche                                        | Pl. W. Churchill ⥋ Peyrilhac — Banèche                                        | Pl. W. Churchill ⥋ Peyrilhac — Banèche                                        | Pl. W. Churchill ⥋ Peyrilhac — Banèche                                        | Pl. W. Churchill ⥋ Peyrilhac — Banèche                                        |
| 26    | Ouverture / Fermeture — / — | Longueur —                                                                    | Durée 50 min                                                                  | Nb. d’arrêts 26                                                               | Matériel Irisbus Récréo                                                       | Jours de fonctionnement L, Ma, Me, J, V, S                                    | Jour / Soir / Nuit / Fêtes O / — / N / N                                      | Voy. / an 30 600                                                              | Dépôt Europ Voyages                                                           |
| 26    | Desserte : - Principaux arrêts desservis : Pl. W. Churchill - A. Dutreix - Aéroport - Pl. Y. Lenfant - Peyrilhac Bourg - Peyrilhac Banèche |                                                                               |                                                                               |                                                                               |                                                                               |                                                                               |                                                                               |                                                                               |                                                                               |
| 26    | Autre : Circule entre 6 h 35 et 19 h 11 avec 3 allers-retours par jour. |                                                                               |                                                                               |                                                                               |                                                                               |                                                                               |                                                                               |                                                                               |                                                                               |
| 26    | Dernière actualisation : — |                                                                               |                                                                               |                                                                               |                                                                               |                                                                               |                                                                               |                                                                               |                                                                               |
| 27    | Isle Les CHamps ⥋ Ch. Le Gendre | Isle Les CHamps ⥋ Ch. Le Gendre                                               | Isle Les CHamps ⥋ Ch. Le Gendre                                               | Isle Les CHamps ⥋ Ch. Le Gendre                                               | Isle Les CHamps ⥋ Ch. Le Gendre                                               | Isle Les CHamps ⥋ Ch. Le Gendre                                               | Isle Les CHamps ⥋ Ch. Le Gendre                                               | Isle Les CHamps ⥋ Ch. Le Gendre                                               | Isle Les CHamps ⥋ Ch. Le Gendre                                               |
| 27    | Ouverture / Fermeture 5 septembre 2022 / — | Longueur —                                                                    | Durée 33 min                                                                  | Nb. d’arrêts 22                                                               | Matériel Car VanHool                                                          | Jours de fonctionnement L, Ma, Me, J, V, S                                    | Jour / Soir / Nuit / Fêtes O / — / N / N                                      | Voy. / an 12 639                                                              | Dépôt LDT Le Chatre                                                           |
| 27    | Desserte : - Principaux arrêts desservis : Isle Les Champs - Ventre Noir - Isle L. Aragon - Isle Mairie - Ch. Le Gendre |                                                                               |                                                                               |                                                                               |                                                                               |                                                                               |                                                                               |                                                                               |                                                                               |
| 27    | Autre : Circule entre 6 h 40 et 19 h 19 La ligne remplace l'ancienne ligne 63. - À partir du 2 septembre 2024, 2 courses supplémentaires sont ajoutées après 19h en période rouge et 1 pendant les vacances. Un dernier départ a lieu de Isle Les champs à 20h30 en période rouge et orange. Un dernier départ a lieu à 19h50 au départ de Ch. Le Gendre sur les mêmes périodes. La ligne circule entre 6h40 et 21h03. |                                                                               |                                                                               |                                                                               |                                                                               |                                                                               |                                                                               |                                                                               |                                                                               |
| 27    | Dernière actualisation : — |                                                                               |                                                                               |                                                                               |                                                                               |                                                                               |                                                                               |                                                                               |                                                                               |
| 29    | Pôle Fougeras ⥋ Rilhac-Rancon — Bramaud | Pôle Fougeras ⥋ Rilhac-Rancon — Bramaud                                       | Pôle Fougeras ⥋ Rilhac-Rancon — Bramaud                                       | Pôle Fougeras ⥋ Rilhac-Rancon — Bramaud                                       | Pôle Fougeras ⥋ Rilhac-Rancon — Bramaud                                       | Pôle Fougeras ⥋ Rilhac-Rancon — Bramaud                                       | Pôle Fougeras ⥋ Rilhac-Rancon — Bramaud                                       | Pôle Fougeras ⥋ Rilhac-Rancon — Bramaud                                       | Pôle Fougeras ⥋ Rilhac-Rancon — Bramaud                                       |
| 29    | Ouverture / Fermeture 31 août 2015 / — | Longueur —                                                                    | Durée 21 min                                                                  | Nb. d’arrêts 12                                                               | Matériel Car VanHool                                                          | Jours de fonctionnement L, Ma, Me, J, V, S                                    | Jour / Soir / Nuit / Fêtes O / — / N / N                                      | Voy. / an 12 639                                                              | Dépôt LDT Le Chatre                                                           |
| 29    | Desserte : - Principaux arrêts desservis : Pôle Fougeras - C. Corot - Rilhac Rancon Bramaud |                                                                               |                                                                               |                                                                               |                                                                               |                                                                               |                                                                               |                                                                               |                                                                               |
| 29    | Autre : Circule entre 6 h 48 et 20 h 04 Depuis 2017, la ligne ne circule plus entre 12h et 14h sauf les mercredis scolaires. Depuis le 02 mai 2022, la ligne est exploitée par l'exploitant creusois LDT avec un véhicule de type VanHool. |                                                                               |                                                                               |                                                                               |                                                                               |                                                                               |                                                                               |                                                                               |                                                                               |
| 29    | Dernière actualisation : — |                                                                               |                                                                               |                                                                               |                                                                               |                                                                               |                                                                               |                                                                               |                                                                               |
| 30    | Pôle Fougeras ⥋ Rilhac-Rancon — Cassepierre-École | Pôle Fougeras ⥋ Rilhac-Rancon — Cassepierre-École                             | Pôle Fougeras ⥋ Rilhac-Rancon — Cassepierre-École                             | Pôle Fougeras ⥋ Rilhac-Rancon — Cassepierre-École                             | Pôle Fougeras ⥋ Rilhac-Rancon — Cassepierre-École                             | Pôle Fougeras ⥋ Rilhac-Rancon — Cassepierre-École                             | Pôle Fougeras ⥋ Rilhac-Rancon — Cassepierre-École                             | Pôle Fougeras ⥋ Rilhac-Rancon — Cassepierre-École                             | Pôle Fougeras ⥋ Rilhac-Rancon — Cassepierre-École                             |
| 30    | Ouverture / Fermeture 5 septembre 2011 / — | Longueur —                                                                    | Durée 20 min                                                                  | Nb. d’arrêts 19                                                               | Matériel Citelis 12                                                           | Jours de fonctionnement L, Ma, Me, J, V, S                                    | Jour / Soir / Nuit / Fêtes O / — / N / N                                      | Voy. / an 35 580                                                              | Dépôt Clos Moreau                                                             |
| 30    | Desserte : - Principaux arrêts desservis : Pôle Fougeras - Pl. du 19 mars 1962 - Rilhac Cassepierre Ecole |                                                                               |                                                                               |                                                                               |                                                                               |                                                                               |                                                                               |                                                                               |                                                                               |
| 30    | Autre : Circule entre 6 h 55 et 20 h 02 Depuis 2014, la ligne n'effectue plus la desserte du centre-ville de Limoges Depuis 2015, la ligne n'effectue plus la desserte du quartier de Bramaud, à la suite de la création de la ligne 29 |                                                                               |                                                                               |                                                                               |                                                                               |                                                                               |                                                                               |                                                                               |                                                                               |
| 30    | Dernière actualisation : — |                                                                               |                                                                               |                                                                               |                                                                               |                                                                               |                                                                               |                                                                               |                                                                               |
| 33    | Pl. W. Churchill ⥋ Veyrac — Les 5 Routes | Pl. W. Churchill ⥋ Veyrac — Les 5 Routes                                      | Pl. W. Churchill ⥋ Veyrac — Les 5 Routes                                      | Pl. W. Churchill ⥋ Veyrac — Les 5 Routes                                      | Pl. W. Churchill ⥋ Veyrac — Les 5 Routes                                      | Pl. W. Churchill ⥋ Veyrac — Les 5 Routes                                      | Pl. W. Churchill ⥋ Veyrac — Les 5 Routes                                      | Pl. W. Churchill ⥋ Veyrac — Les 5 Routes                                      | Pl. W. Churchill ⥋ Veyrac — Les 5 Routes                                      |
| 33    | Ouverture / Fermeture 2 novembre 2020 / — | Longueur —                                                                    | Durée 35 min                                                                  | Nb. d’arrêts 27                                                               | Matériel Mercedes-Benz Intouro                                                | Jours de fonctionnement L, Ma, Me, J, V, S                                    | Jour / Soir / Nuit / Fêtes O / — / N / N                                      | Voy. / an 31 232                                                              | Dépôt Europ Voyages 87                                                        |
| 33    | Desserte : - Principaux arrêts desservis : Pl. W. Churchill - Sacré-Cœur - F. Perrin - Les Courrières - Le Breuil - Veyrac Bourg- Veyrac Les 5 Routes |                                                                               |                                                                               |                                                                               |                                                                               |                                                                               |                                                                               |                                                                               |                                                                               |
| 33    | Autre : - Circule entre 6 h 35 et 19 h 25 avec 6 allers-retours par jour en période rouge, 4 allers-retours par jour en période orange et 3 allers-retours par jour en période jaune. - Depuis le 4 janvier 2021, la ligne dessert Teytejaud, Le Mas des Landes, Mallevialles, les places des communes d'Isle et Verneuil-sur-Vienne, entre 6h45 et 19h39 avec la même rotation. La desserte du Moulin blanc, du Coudert et du Mas Loge ont été récupérées par la ligne 11, prolongée aux Courrières à certains horaires - Depuis le {{date\|3\|janvier\|2022}, la ligne dessert Veyrac les 5 Routes son nouveau terminus, le seul arrêt desservi par son ancêtre, la EX1 qui, jusqu'à présent n'était pas desservi par la 33. |                                                                               |                                                                               |                                                                               |                                                                               |                                                                               |                                                                               |                                                                               |                                                                               |
| 33    | Dernière actualisation : — |                                                                               |                                                                               |                                                                               |                                                                               |                                                                               |                                                                               |                                                                               |                                                                               |
| 34    | CIEL ⥋ Saint Just - Grateloube | CIEL ⥋ Saint Just - Grateloube                                                | CIEL ⥋ Saint Just - Grateloube                                                | CIEL ⥋ Saint Just - Grateloube                                                | CIEL ⥋ Saint Just - Grateloube                                                | CIEL ⥋ Saint Just - Grateloube                                                | CIEL ⥋ Saint Just - Grateloube                                                | CIEL ⥋ Saint Just - Grateloube                                                | CIEL ⥋ Saint Just - Grateloube                                                |
| 34    | Ouverture / Fermeture — / — | Longueur —                                                                    | Durée 40 min                                                                  | Nb. d’arrêts 27                                                               | Matériel Mercedes-Benz Intouro                                                | Jours de fonctionnement L, Ma, Me, J, V, S                                    | Jour / Soir / Nuit / Fêtes O / — / N / N                                      | Voy. / an 41 525                                                              | Dépôt Europ Voyage                                                            |
| 34    | Desserte : - Principaux arrêts desservis : CIEL - J. Gagnant - Panazol Rte de Lyon - St Just Bourg - St JUst Grateloube - Les Renardières |                                                                               |                                                                               |                                                                               |                                                                               |                                                                               |                                                                               |                                                                               |                                                                               |
| 34    | Autre : Circule entre 7 h 01 et 19 h 00 Correspondance avec ligne TAD à St Just Bourg et Allée du Golf (depuis 2016) - A partir du 04/09/23, nouvelle desserte du secteur de la Forêt (création des arrêts La Croix du Verdier, Le Vert, Charmeaux et La Forêt). Circule entre 6h47 et 19h16. - Depuis le 08/01/24, la ligne ne dessert plus les arrêts de Pl. Jourdan à Pl. Churchill. Le terminus est à CIEL. Elle circule entre 6h46 et 19h24 avec 6 allers-retours par jour en jour rouges, 4 allers-retours en jour orange et 3 allers-retours en jour jaune. La ligne comporte 2 arrêts supplémentaires F. Valiere et Parmentier sur la commune de Panazol.                                                              |                                                                               |                                                                               |                                                                               |                                                                               |                                                                               |                                                                               |                                                                               |                                                                               |
| 34    | Dernière actualisation : — |                                                                               |                                                                               |                                                                               |                                                                               |                                                                               |                                                                               |                                                                               |                                                                               |
| 36    | Pôle St Lazare ⥋ Boisseuil - Z.A. La Plaine | Pôle St Lazare ⥋ Boisseuil - Z.A. La Plaine                                   | Pôle St Lazare ⥋ Boisseuil - Z.A. La Plaine                                   | Pôle St Lazare ⥋ Boisseuil - Z.A. La Plaine                                   | Pôle St Lazare ⥋ Boisseuil - Z.A. La Plaine                                   | Pôle St Lazare ⥋ Boisseuil - Z.A. La Plaine                                   | Pôle St Lazare ⥋ Boisseuil - Z.A. La Plaine                                   | Pôle St Lazare ⥋ Boisseuil - Z.A. La Plaine                                   | Pôle St Lazare ⥋ Boisseuil - Z.A. La Plaine                                   |
| 36    | Ouverture / Fermeture 08/01/2024 / — | Longueur —                                                                    | Durée 20 min                                                                  | Nb. d’arrêts 14                                                               | Matériel Citelis 12 Urabnway 12                                               | Jours de fonctionnement L, Ma, Me, J, V, S                                    | Jour / Soir / Nuit / Fêtes O / — / N / N                                      | Voy. / an 126 941                                                             | Dépôt Clos Moreau                                                             |
| 36    | Desserte : - Principaux arrêts desservis : Pôle St Lazare - La Valoine - Feytiat Mas Gauthier - Boisseuil C.C. - Boisseuil Bourg - Boisseuil Z.A. La Plaine |                                                                               |                                                                               |                                                                               |                                                                               |                                                                               |                                                                               |                                                                               |                                                                               |
| 36    | Autre : Circule entre 6 h 35 et 19 h 13 avec 7 allers-retours par jour en jour rouge, 4 à 5 allers-retours en jour orange et 4 allers-retours en jour jaune. Cette ligne remplace l'ancienne ligne 15. |                                                                               |                                                                               |                                                                               |                                                                               |                                                                               |                                                                               |                                                                               |                                                                               |
| 36    | Dernière actualisation : — |                                                                               |                                                                               |                                                                               |                                                                               |                                                                               |                                                                               |                                                                               |                                                                               |
| 37    | Bonnac Le Masbatin ⥋ Pole La Bastide | Bonnac Le Masbatin ⥋ Pole La Bastide                                          | Bonnac Le Masbatin ⥋ Pole La Bastide                                          | Bonnac Le Masbatin ⥋ Pole La Bastide                                          | Bonnac Le Masbatin ⥋ Pole La Bastide                                          | Bonnac Le Masbatin ⥋ Pole La Bastide                                          | Bonnac Le Masbatin ⥋ Pole La Bastide                                          | Bonnac Le Masbatin ⥋ Pole La Bastide                                          | Bonnac Le Masbatin ⥋ Pole La Bastide                                          |
| 37    | Ouverture / Fermeture 4 septembre 2023 / — | Longueur —                                                                    | Durée 28 min                                                                  | Nb. d’arrêts 19                                                               | Matériel Citelis 12 Urabnway 12                                               | Jours de fonctionnement L, Ma, Me, J, V, S                                    | Jour / Soir / Nuit / Fêtes O / — / N / N                                      | Voy. / an 126 941                                                             | Dépôt Clos Moreau                                                             |
| 37    | Desserte : - Principaux arrêts desservis : Bonnac Le Mabastin - Beaune Mairie - Les Crouzettes - Beaubreuil C.C. - Pole La Bastide |                                                                               |                                                                               |                                                                               |                                                                               |                                                                               |                                                                               |                                                                               |                                                                               |
| 37    | Autre : Circule entre 6 h 44 et 19 h 26 avec 5 allers/retours par jour en période rouge et 3 à 4 allers/retours par jour en périodes vacances scolaires, samedis et été. Cette ligne reprend l'itinéraire de la ligne 18 entre Beaune et Bonnac sans desservir tout le quartier de Beaune. |                                                                               |                                                                               |                                                                               |                                                                               |                                                                               |                                                                               |                                                                               |                                                                               |
| 37    | Dernière actualisation : — |                                                                               |                                                                               |                                                                               |                                                                               |                                                                               |                                                                               |                                                                               |                                                                               |
| 39    | Montjovis ⥋ Chaptelat — Le Theillol | Montjovis ⥋ Chaptelat — Le Theillol                                           | Montjovis ⥋ Chaptelat — Le Theillol                                           | Montjovis ⥋ Chaptelat — Le Theillol                                           | Montjovis ⥋ Chaptelat — Le Theillol                                           | Montjovis ⥋ Chaptelat — Le Theillol                                           | Montjovis ⥋ Chaptelat — Le Theillol                                           | Montjovis ⥋ Chaptelat — Le Theillol                                           | Montjovis ⥋ Chaptelat — Le Theillol                                           |
| 39    | Ouverture / Fermeture 4 septembre 2017 / — | Longueur —                                                                    | Durée 30 min                                                                  | Nb. d’arrêts 23                                                               | Matériel Mercedes-Benz Intouro                                                | Jours de fonctionnement L, Ma, Me, J, V, S                                    | Jour / Soir / Nuit / Fêtes O / — / N / N                                      | Voy. / an 9 645                                                               | Dépôt —                                                                       |
| 39    | Desserte : - Principaux arrêts desservis : Montjovis - Pont de l'Aurence - Couzeix Mairie - Chaptelat Mairie - Chaptelat Le Theillol |                                                                               |                                                                               |                                                                               |                                                                               |                                                                               |                                                                               |                                                                               |                                                                               |
| 39    | Autre : - Circule entre 6 h 47 et 19 h 10 avec 2 allers-retours par jour. - Depuis le 2 novembre 2020, la ligne circule entre 6 h 45 et 19h17 avec 6 allers-retours en période rouge, 4 allers-retours en période orange, 3 allers-retours en période jaune et dessert également Nouailhas. |                                                                               |                                                                               |                                                                               |                                                                               |                                                                               |                                                                               |                                                                               |                                                                               |
| 39    | Dernière actualisation : — |                                                                               |                                                                               |                                                                               |                                                                               |                                                                               |                                                                               |                                                                               |                                                                               |
| 41    | Pl. W. Churchill ⥋ Mas Gigou | Pl. W. Churchill ⥋ Mas Gigou                                                  | Pl. W. Churchill ⥋ Mas Gigou                                                  | Pl. W. Churchill ⥋ Mas Gigou                                                  | Pl. W. Churchill ⥋ Mas Gigou                                                  | Pl. W. Churchill ⥋ Mas Gigou                                                  | Pl. W. Churchill ⥋ Mas Gigou                                                  | Pl. W. Churchill ⥋ Mas Gigou                                                  | Pl. W. Churchill ⥋ Mas Gigou                                                  |
| 41    | Ouverture / Fermeture — / — | Longueur —                                                                    | Durée 22 min                                                                  | Nb. d’arrêts 14                                                               | Matériel Agora S Citelis 12                                                   | Jours de fonctionnement L, Ma, Me, J, V, S                                    | Jour / Soir / Nuit / Fêtes O / — / N / N                                      | Voy. / an 14 464                                                              | Dépôt Clos Moreau                                                             |
| 41    | Desserte : - Principaux arrêts desservis : Pl. W. Churchill - Montjovis - Pont de l'Aurence - Parc de l'Aurence - Mas Gigou |                                                                               |                                                                               |                                                                               |                                                                               |                                                                               |                                                                               |                                                                               |                                                                               |
| 41    | Autre : Circule entre 7 h 10 et 18 h 51 L'été, la ligne est exploitée en midibus |                                                                               |                                                                               |                                                                               |                                                                               |                                                                               |                                                                               |                                                                               |                                                                               |
| 41    | Dernière actualisation : — |                                                                               |                                                                               |                                                                               |                                                                               |                                                                               |                                                                               |                                                                               |                                                                               |
| 61    | Panazol — Mairie ⥋ Panazol — Manderesse | Panazol — Mairie ⥋ Panazol — Manderesse                                       | Panazol — Mairie ⥋ Panazol — Manderesse                                       | Panazol — Mairie ⥋ Panazol — Manderesse                                       | Panazol — Mairie ⥋ Panazol — Manderesse                                       | Panazol — Mairie ⥋ Panazol — Manderesse                                       | Panazol — Mairie ⥋ Panazol — Manderesse                                       | Panazol — Mairie ⥋ Panazol — Manderesse                                       | Panazol — Mairie ⥋ Panazol — Manderesse                                       |
| 61    | Ouverture / Fermeture 2 septembre 2013 / — | Longueur —                                                                    | Durée 20 min                                                                  | Nb. d’arrêts 20                                                               | Matériel Heuliez GX 117 Heuliez GX 137                                        | Jours de fonctionnement L, Ma, Me, J, V                                       | Jour / Soir / Nuit / Fêtes O / — / N / N                                      | Voy. / an —                                                                   | Dépôt Clos Moreau                                                             |
| 61    | Desserte : - Principaux arrêts desservis : Panazol Mairie - J. Jaurès - J. Zay - Le Chalet - Rte de Lyon - Soudanas - Panazol Manderesse |                                                                               |                                                                               |                                                                               |                                                                               |                                                                               |                                                                               |                                                                               |                                                                               |
| 61    | Autre : - Circule entre 6 h 58 et 19 h 26 du lundi au vendredi avec une fréquence d'environ toutes les 30 min - Remplace la Navette 1 créée en 2011. Depuis 2020, la ligne est effectuée certains jours en bus standards - A partir du 04/09/23, la ligne ne dessert plus Morpiénas et J. Zay (arrêts supprimés). Les arrêts A. de St Exupéry, X. Bichat et d'Arsonval ne seront desservis que par la ligne 19 et la nouvelle ligne 60. Circule entre 6h55 et 19h38. |                                                                               |                                                                               |                                                                               |                                                                               |                                                                               |                                                                               |                                                                               |                                                                               |
| 61    | Dernière actualisation : — |                                                                               |                                                                               |                                                                               |                                                                               |                                                                               |                                                                               |                                                                               |                                                                               |

### Lignes scolaires
| Ligne | Caractéristiques | Caractéristiques                        | Caractéristiques                        | Caractéristiques                        | Caractéristiques                                      | Caractéristiques                           | Caractéristiques                         | Caractéristiques                        | Caractéristiques                        |
| 28    | CIEL ⥋ Verneuil — Les Vaseix | CIEL ⥋ Verneuil — Les Vaseix            | CIEL ⥋ Verneuil — Les Vaseix            | CIEL ⥋ Verneuil — Les Vaseix            | CIEL ⥋ Verneuil — Les Vaseix                          | CIEL ⥋ Verneuil — Les Vaseix               | CIEL ⥋ Verneuil — Les Vaseix             | CIEL ⥋ Verneuil — Les Vaseix            | CIEL ⥋ Verneuil — Les Vaseix            |
| ----- | --- | --------------------------------------- | --------------------------------------- | --------------------------------------- | ----------------------------------------------------- | ------------------------------------------ | ---------------------------------------- | --------------------------------------- | --------------------------------------- |
| 28    | Ouverture / Fermeture 5 septembre 2011 / — | Longueur —                              | Durée 20 min                            | Nb. d’arrêts 16                         | Matériel Irisbus Arway/ Mercedes Intouro/ Indcar Mobi | Jours de fonctionnement L, Ma, Me, J, V    | Jour / Soir / Nuit / Fêtes O / — / N / N | Voy. / an —                             | Dépôt Clos Moreau                       |
| 28    | Desserte : - Principaux arrêts desservis : CIEL - Pl. Jourdan - Pl. W. Churchill - Cité L. Betoulle - A. Dutreix - Verneuil Les Vaseix |                                         |                                         |                                         |                                                       |                                            |                                          |                                         |                                         |
| 28    | Autre : Circule du lundi au vendredi, en période scolaire - Depuis le 02 mai 2022, la ligne est exploitée par l'exploitant creusois LDT. - A partir du 2 septembre 2024, la ligne dessert Landouge sur toutes les courses. - A partir du 16 septembre 2024, la ligne 28 ne dessert plus "La Lande Fournier". Elle dessert La Roseraie, Chativaux, S. Signoret, J. de Vienne, ce qui engendre un décalage sur les courses de 2 à 3 min. |                                         |                                         |                                         |                                                       |                                            |                                          |                                         |                                         |
| 28    | Dernière actualisation : — |                                         |                                         |                                         |                                                       |                                            |                                          |                                         |                                         |
| 31    | Pl. W. Churchill ⥋ Eyjeaux — Bourg | Pl. W. Churchill ⥋ Eyjeaux — Bourg      | Pl. W. Churchill ⥋ Eyjeaux — Bourg      | Pl. W. Churchill ⥋ Eyjeaux — Bourg      | Pl. W. Churchill ⥋ Eyjeaux — Bourg                    | Pl. W. Churchill ⥋ Eyjeaux — Bourg         | Pl. W. Churchill ⥋ Eyjeaux — Bourg       | Pl. W. Churchill ⥋ Eyjeaux — Bourg      | Pl. W. Churchill ⥋ Eyjeaux — Bourg      |
| 31    | Ouverture / Fermeture 5 septembre 2011 / 31 août 2025 | Longueur —                              | Durée 33 min                            | Nb. d’arrêts 17                         | Matériel —                                            | Jours de fonctionnement L, Ma, Me, J, V    | Jour / Soir / Nuit / Fêtes O / — / N / N | Voy. / an —                             | Dépôt —                                 |
| 31    | Desserte : - Principaux arrêts desservis : Pl. W. Churchill - Pl. Jourdan - J. Gagnant - Ancienne gare - Eyjeaux Bourg |                                         |                                         |                                         |                                                       |                                            |                                          |                                         |                                         |
| 31    | Autre : Circule du lundi au vendredi en période scolaire - Nouvelle ligne 31 à partir du 01/09/25 qui reprend le trajet de cette ligne entre Pole St Lazare et Eyjeux Bourg. Elle circulera du lundi au samedi sur toute les périodes. Une nouvelle couleur est dédié à cette ligne. |                                         |                                         |                                         |                                                       |                                            |                                          |                                         |                                         |
| 31    | Dernière actualisation : — |                                         |                                         |                                         |                                                       |                                            |                                          |                                         |                                         |
| 38    | Pl. W. Churchill ⥋ Couzeix — Anglard | Pl. W. Churchill ⥋ Couzeix — Anglard    | Pl. W. Churchill ⥋ Couzeix — Anglard    | Pl. W. Churchill ⥋ Couzeix — Anglard    | Pl. W. Churchill ⥋ Couzeix — Anglard                  | Pl. W. Churchill ⥋ Couzeix — Anglard       | Pl. W. Churchill ⥋ Couzeix — Anglard     | Pl. W. Churchill ⥋ Couzeix — Anglard    | Pl. W. Churchill ⥋ Couzeix — Anglard    |
| 38    | Ouverture / Fermeture 1er septembre 2014 / — | Longueur —                              | Durée 32 min                            | Nb. d’arrêts 23                         | Matériel —                                            | Jours de fonctionnement L, Ma, Me, J, V, S | Jour / Soir / Nuit / Fêtes O / — / N / N | Voy. / an —                             | Dépôt —                                 |
| 38    | Desserte : - Principaux arrêts desservis : Pl. W. Churchill - Pont de l'Aurence - Hippodrome - La Garde - Couzeix Anglard |                                         |                                         |                                         |                                                       |                                            |                                          |                                         |                                         |
| 38    | Autre : - Circule du lundi au samedi en période scolaire. - Depuis le 2 novembre 2020, la ligne dessert Villefelix, Longchamp et Coyol. |                                         |                                         |                                         |                                                       |                                            |                                          |                                         |                                         |
| 38    | Dernière actualisation : — |                                         |                                         |                                         |                                                       |                                            |                                          |                                         |                                         |
| 42    | Pl. W. Churchill ⥋ St Just Fontaguly | Pl. W. Churchill ⥋ St Just Fontaguly    | Pl. W. Churchill ⥋ St Just Fontaguly    | Pl. W. Churchill ⥋ St Just Fontaguly    | Pl. W. Churchill ⥋ St Just Fontaguly                  | Pl. W. Churchill ⥋ St Just Fontaguly       | Pl. W. Churchill ⥋ St Just Fontaguly     | Pl. W. Churchill ⥋ St Just Fontaguly    | Pl. W. Churchill ⥋ St Just Fontaguly    |
| 42    | Ouverture / Fermeture 8 janvier 2024 / — | Longueur —                              | Durée 38 à 42 min min                   | Nb. d’arrêts 23                         | Matériel —                                            | Jours de fonctionnement L, Ma, Me, J, V    | Jour / Soir / Nuit / Fêtes O / — / N / N | Voy. / an —                             | Dépôt —                                 |
| 42    | Desserte : - Principaux arrêts desservis : Pl. W. Churchill - Opéra - Pl. Jourdan - J. Gagnant - Carr; de l'industrie - Croix Rouge - Feytait Plein Bois - Les Biards - Le Rouveix - Chamouillaud - La Haute Rippe - St Just Fontaguly |                                         |                                         |                                         |                                                       |                                            |                                          |                                         |                                         |
| 42    | Autre : - Circule du lundi au vendredi en période scolaire avec 2 allers-retours par jour. Cette ligne remplace la l'ancienne ligne 46. Contrairement à la ligne 46 elle dessert les arrêts de Feytiat Plein Bois et A. Camus. |                                         |                                         |                                         |                                                       |                                            |                                          |                                         |                                         |
| 42    | Dernière actualisation : — |                                         |                                         |                                         |                                                       |                                            |                                          |                                         |                                         |
| 43    | Pl. W. Churchill ⥋ Feytiat Mas Gauthier | Pl. W. Churchill ⥋ Feytiat Mas Gauthier | Pl. W. Churchill ⥋ Feytiat Mas Gauthier | Pl. W. Churchill ⥋ Feytiat Mas Gauthier | Pl. W. Churchill ⥋ Feytiat Mas Gauthier               | Pl. W. Churchill ⥋ Feytiat Mas Gauthier    | Pl. W. Churchill ⥋ Feytiat Mas Gauthier  | Pl. W. Churchill ⥋ Feytiat Mas Gauthier | Pl. W. Churchill ⥋ Feytiat Mas Gauthier |
| 43    | Ouverture / Fermeture 8 janvier 2024 / — | Longueur —                              | Durée 35 à 40 min min                   | Nb. d’arrêts 25                         | Matériel —                                            | Jours de fonctionnement L, Ma, Me, J, V    | Jour / Soir / Nuit / Fêtes O / — / N / N | Voy. / an —                             | Dépôt —                                 |
| 43    | Desserte : - Principaux arrêts desservis : Pl. W. Churchill - Pl. d'Aine - Mairie - Auzette - L.P. M. Pagnol - Carr; de l'industrie - Pl. de l'Europe - La Plagne - Feytiat Mas Gauthier |                                         |                                         |                                         |                                                       |                                            |                                          |                                         |                                         |
| 43    | Autre : - Circule du lundi au vendredi en période scolaire avec 2 allers-retours par jour. Elle remplace l'ancienne ligne 32. Contrairement à la ligne 32, elle ne circule plus en jours orange et jaunes et ne dessert plus rue de Toulouse repris par la ligne 13. |                                         |                                         |                                         |                                                       |                                            |                                          |                                         |                                         |
| 43    | Dernière actualisation : — |                                         |                                         |                                         |                                                       |                                            |                                          |                                         |                                         |
| 44    | Pl. W. Churchill ⥋ Solignac — Bourg | Pl. W. Churchill ⥋ Solignac — Bourg     | Pl. W. Churchill ⥋ Solignac — Bourg     | Pl. W. Churchill ⥋ Solignac — Bourg     | Pl. W. Churchill ⥋ Solignac — Bourg                   | Pl. W. Churchill ⥋ Solignac — Bourg        | Pl. W. Churchill ⥋ Solignac — Bourg      | Pl. W. Churchill ⥋ Solignac — Bourg     | Pl. W. Churchill ⥋ Solignac — Bourg     |
| 44    | Ouverture / Fermeture 5 septembre 2011 / 31 août 2025 | Longueur —                              | Durée 40 min                            | Nb. d’arrêts 20                         | Matériel —                                            | Jours de fonctionnement L, Ma, Me, J, V    | Jour / Soir / Nuit / Fêtes O / — / N / N | Voy. / an —                             | Dépôt —                                 |
| 44    | Desserte : - Principaux arrêts desservis : Pl. W. Churchill - Mairie - G. Pompidou - Pôle St Lazare - La Valoine - Lot. Leycuras - Solignac Bourg |                                         |                                         |                                         |                                                       |                                            |                                          |                                         |                                         |
| 44    | Autre : Circule du lundi au vendredi en période scolaire. - Cette ligne est remplacé par la nouvelle ligne 32 entre Pole St Lazare et Solignac Bourg. Elle reprend le même trajet entre ces deux nouveaux terminus. Elle circule du lundi au samedi sur toute les périodes. |                                         |                                         |                                         |                                                       |                                            |                                          |                                         |                                         |
| 44    | Dernière actualisation : — |                                         |                                         |                                         |                                                       |                                            |                                          |                                         |                                         |
| 60    | Panazol Manderesse ⥋ Villagory | Panazol Manderesse ⥋ Villagory          | Panazol Manderesse ⥋ Villagory          | Panazol Manderesse ⥋ Villagory          | Panazol Manderesse ⥋ Villagory                        | Panazol Manderesse ⥋ Villagory             | Panazol Manderesse ⥋ Villagory           | Panazol Manderesse ⥋ Villagory          | Panazol Manderesse ⥋ Villagory          |
| 60    | Ouverture / Fermeture 4 septembre 2023 / — | Longueur —                              | Durée 29 min                            | Nb. d’arrêts 22                         | Matériel —                                            | Jours de fonctionnement L, Ma, Me, J, V    | Jour / Soir / Nuit / Fêtes O / — / N / N | Voy. / an —                             | Dépôt —                                 |
| 60    | Desserte : - Principaux arrêts desservis : Panazol Manderesse - P. Guillot - Panazol l'Académie - P. Cot - Le Chalet - Panazol Rte de Lyon - Chastaingt - Collège L. Blum - Villagory |                                         |                                         |                                         |                                                       |                                            |                                          |                                         |                                         |
| 60    | Autre : Circule du lundi au vendredi en période scolaire |                                         |                                         |                                         |                                                       |                                            |                                          |                                         |                                         |
| 60    | Dernière actualisation : — |                                         |                                         |                                         |                                                       |                                            |                                          |                                         |                                         |

### Lignes nocturnes
| Ligne | Caractéristiques | Caractéristiques             | Caractéristiques             | Caractéristiques             | Caractéristiques             | Caractéristiques                              | Caractéristiques                         | Caractéristiques             | Caractéristiques             |
| 21    | L. Serpollet ⥋ Ch. Le Gendre | L. Serpollet ⥋ Ch. Le Gendre | L. Serpollet ⥋ Ch. Le Gendre | L. Serpollet ⥋ Ch. Le Gendre | L. Serpollet ⥋ Ch. Le Gendre | L. Serpollet ⥋ Ch. Le Gendre                  | L. Serpollet ⥋ Ch. Le Gendre             | L. Serpollet ⥋ Ch. Le Gendre | L. Serpollet ⥋ Ch. Le Gendre |
| ----- | --- | ---------------------------- | ---------------------------- | ---------------------------- | ---------------------------- | --------------------------------------------- | ---------------------------------------- | ---------------------------- | ---------------------------- |
| 21    | Ouverture / Fermeture — / 31 août 2025 | Longueur —                   | Durée 45 min                 | Nb. d’arrêts 50              | Matériel —                   | Jours de fonctionnement L, Ma, Me, J, V, S, D | Jour / Soir / Nuit / Fêtes N / — / O / O | Voy. / an —                  | Dépôt Clos Moreau            |
| 21    | Desserte : - Principaux arrêts desservis : L. Serpollet - Pôle Fougeras - Ester Limoges Technopole - Bois de La Bastide - La Bastide - Pl. Carnot - Gare des Bénédictins - Pl. Jourdan - Pl. d'Aine - Lycée Renoir - CHS Esquirol - Ch. Le Gendre |                              |                              |                              |                              |                                               |                                          |                              |                              |
| 21    | Autre : Circule du lundi au dimanche, entre 4 h 53 et 6 h 27 puis entre 20 h 35 et 0 h 43. - Cette ligne est remplacée par la nouvelle ligne N1 à partir du 01/09/2025 avec les même horaires et arrêts. |                              |                              |                              |                              |                                               |                                          |                              |                              |
| 21    | Dernière actualisation : — |                              |                              |                              |                              |                                               |                                          |                              |                              |
| 22    | Puy Ponchet ⥋ Mal Joffre | Puy Ponchet ⥋ Mal Joffre     | Puy Ponchet ⥋ Mal Joffre     | Puy Ponchet ⥋ Mal Joffre     | Puy Ponchet ⥋ Mal Joffre     | Puy Ponchet ⥋ Mal Joffre                      | Puy Ponchet ⥋ Mal Joffre                 | Puy Ponchet ⥋ Mal Joffre     | Puy Ponchet ⥋ Mal Joffre     |
| 22    | Ouverture / Fermeture — / 31 août 2025 | Longueur —                   | Durée 23 min                 | Nb. d’arrêts 24              | Matériel —                   | Jours de fonctionnement L, Ma, Me, J, V, S, D | Jour / Soir / Nuit / Fêtes N / — / O / O | Voy. / an —                  | Dépôt Clos Moreau            |
| 22    | Desserte : - Principaux arrêts desservis : Puy Ponchet - Gare des Bénédictins - Pl. Jourdan - Pl. W. Churchill - Mal Joffre - Cité L. Betoulle - LP St Exupéry |                              |                              |                              |                              |                                               |                                          |                              |                              |
| 22    | Autre : - Circule du lundi au dimanche entre 20 h 42 et 23 h 38 et dessert le dimanche et jours fériés l'arrêt LP St-Exupéry. - En direction de Maréchal Joffre, la ligne effectue un passage par la rue Albert Thomas pour retourner vers la rue Armand Dutreix. - Cette ligne est remplacée par la nouvelle ligne N2 à partir du 01/09/2025 avec les même horaires et arrêts. |                              |                              |                              |                              |                                               |                                          |                              |                              |
| 22    | Dernière actualisation : — |                              |                              |                              |                              |                                               |                                          |                              |                              |

### Lignes du dimanche et jours fériés
Ces lignes circulent le dimanche et les jours fériés, sauf le premier mai. ce sont les seules lignes du réseau à avoir une lettre dans leur indice de ligne. Elles ont une fréquence de 30 minutes chacune et se correspondent toutes à la même heure, à place Winston Churchill quais A, B, C, D et F.
| Ligne | Caractéristiques | Caractéristiques                        | Caractéristiques                        | Caractéristiques                        | Caractéristiques                        | Caractéristiques                        | Caractéristiques                         | Caractéristiques                        | Caractéristiques                        |
| d1    | Panazol - Route de Lyon ⥋ Pte de Louyat | Panazol - Route de Lyon ⥋ Pte de Louyat | Panazol - Route de Lyon ⥋ Pte de Louyat | Panazol - Route de Lyon ⥋ Pte de Louyat | Panazol - Route de Lyon ⥋ Pte de Louyat | Panazol - Route de Lyon ⥋ Pte de Louyat | Panazol - Route de Lyon ⥋ Pte de Louyat  | Panazol - Route de Lyon ⥋ Pte de Louyat | Panazol - Route de Lyon ⥋ Pte de Louyat |
| ----- | --- | --------------------------------------- | --------------------------------------- | --------------------------------------- | --------------------------------------- | --------------------------------------- | ---------------------------------------- | --------------------------------------- | --------------------------------------- |
| d1    | Ouverture / Fermeture — / — | Longueur —                              | Durée 25 min                            | Nb. d’arrêts 22                         | Matériel —                              | Jours de fonctionnement D               | Jour / Soir / Nuit / Fêtes O / — / N / O | Voy. / an —                             | Dépôt Clos Moreau                       |
| d1    | Desserte : - Principaux arrêts desservis : Panazol Rte de Lyon - Chastaingt - Rue de Toulouse - Mairie - Pl. W. Churchill - Montjovis - Pte de Louyat |                                         |                                         |                                         |                                         |                                         |                                          |                                         |                                         |
| d1    | Autre : Circule entre 8 h 01 et 20 h 25 avec une fréquence de 30 min |                                         |                                         |                                         |                                         |                                         |                                          |                                         |                                         |
| d1    | Dernière actualisation : — |                                         |                                         |                                         |                                         |                                         |                                          |                                         |                                         |
| d4    | Maréchal Juin ⥋ Pôle Saint-Lazare | Maréchal Juin ⥋ Pôle Saint-Lazare       | Maréchal Juin ⥋ Pôle Saint-Lazare       | Maréchal Juin ⥋ Pôle Saint-Lazare       | Maréchal Juin ⥋ Pôle Saint-Lazare       | Maréchal Juin ⥋ Pôle Saint-Lazare       | Maréchal Juin ⥋ Pôle Saint-Lazare        | Maréchal Juin ⥋ Pôle Saint-Lazare       | Maréchal Juin ⥋ Pôle Saint-Lazare       |
| d4    | Ouverture / Fermeture — / — | Longueur —                              | Durée 28 min                            | Nb. d’arrêts 22                         | Matériel —                              | Jours de fonctionnement D               | Jour / Soir / Nuit / Fêtes O / — / N / O | Voy. / an —                             | Dépôt Clos Moreau                       |
| d4    | Desserte : - Principaux arrêts desservis : Mal Juin - Mal Joffre - A. Dutreix - Cité L. Betoulle - Pl. W. Churchill - Mairie - G. Pompidou - Pôle St Lazare |                                         |                                         |                                         |                                         |                                         |                                          |                                         |                                         |
| d4    | Autre : Circule entre 8 h 01 et 20 h 28 avec une fréquence d'environ 30 min |                                         |                                         |                                         |                                         |                                         |                                          |                                         |                                         |
| d4    | Dernière actualisation : — |                                         |                                         |                                         |                                         |                                         |                                          |                                         |                                         |
| d5    | La Cornue ⥋ Cité R. Dautry | La Cornue ⥋ Cité R. Dautry              | La Cornue ⥋ Cité R. Dautry              | La Cornue ⥋ Cité R. Dautry              | La Cornue ⥋ Cité R. Dautry              | La Cornue ⥋ Cité R. Dautry              | La Cornue ⥋ Cité R. Dautry               | La Cornue ⥋ Cité R. Dautry              | La Cornue ⥋ Cité R. Dautry              |
| d5    | Ouverture / Fermeture — / — | Longueur —                              | Durée 24 min                            | Nb. d’arrêts 20                         | Matériel —                              | Jours de fonctionnement D               | Jour / Soir / Nuit / Fêtes O / — / N / O | Voy. / an —                             | Dépôt Clos Moreau                       |
| d5    | Desserte : - Principaux arrêts desservis : La Cornue - F. Perrin - Pl. W. Churchill - Pl. Jourdan - J. Gagnant - Cité Dautry |                                         |                                         |                                         |                                         |                                         |                                          |                                         |                                         |
| d5    | Autre : Circule entre 8 h 01 et 20 h 28 avec un passage toutes les 30 min (à partir de 13 h 30, avant toutes les heures) |                                         |                                         |                                         |                                         |                                         |                                          |                                         |                                         |
| d5    | Dernière actualisation : — |                                         |                                         |                                         |                                         |                                         |                                          |                                         |                                         |
| d8    | Mal Joffre ⥋ Puy Ponchet | Mal Joffre ⥋ Puy Ponchet                | Mal Joffre ⥋ Puy Ponchet                | Mal Joffre ⥋ Puy Ponchet                | Mal Joffre ⥋ Puy Ponchet                | Mal Joffre ⥋ Puy Ponchet                | Mal Joffre ⥋ Puy Ponchet                 | Mal Joffre ⥋ Puy Ponchet                | Mal Joffre ⥋ Puy Ponchet                |
| d8    | Ouverture / Fermeture — / — | Longueur —                              | Durée 25 min                            | Nb. d’arrêts 26                         | Matériel —                              | Jours de fonctionnement D               | Jour / Soir / Nuit / Fêtes O / — / N / O | Voy. / an —                             | Dépôt Clos Moreau                       |
| d8    | Desserte : - Principaux arrêts desservis : Mal Joffre - Pl. W. Churchill - Gare des Bénédictins - Puy Ponchet |                                         |                                         |                                         |                                         |                                         |                                          |                                         |                                         |
| d8    | Autre : Circule entre 8 h 01 et 20 h 51 avec une fréquence de 20 à 30 min environ |                                         |                                         |                                         |                                         |                                         |                                          |                                         |                                         |
| d8    | Dernière actualisation : — |                                         |                                         |                                         |                                         |                                         |                                          |                                         |                                         |
| d10   | L. Serpollet ⥋ Ch. Le Gendre | L. Serpollet ⥋ Ch. Le Gendre            | L. Serpollet ⥋ Ch. Le Gendre            | L. Serpollet ⥋ Ch. Le Gendre            | L. Serpollet ⥋ Ch. Le Gendre            | L. Serpollet ⥋ Ch. Le Gendre            | L. Serpollet ⥋ Ch. Le Gendre             | L. Serpollet ⥋ Ch. Le Gendre            | L. Serpollet ⥋ Ch. Le Gendre            |
| d10   | Ouverture / Fermeture — / — | Longueur —                              | Durée 56 min                            | Nb. d’arrêts 55                         | Matériel —                              | Jours de fonctionnement D               | Jour / Soir / Nuit / Fêtes O / — / N / O | Voy. / an —                             | Dépôt Clos Moreau                       |
| d10   | Desserte : - Principaux arrêts desservis : L. Serpollet - Homérides - Pôle Fougeras - Puy Ponchet - Bois de La Bastide - La Bastide - Pl. Carnot - Gare des Bénédictins - Pl. Jourdan - Pl. W. Churchill - Mairie - P. Curie - Lycée Renoir - CHS Esquirol - Ch. Le Gendre |                                         |                                         |                                         |                                         |                                         |                                          |                                         |                                         |
| d10   | Autre : Circule entre 6 h 30 et 21 h 13 avec un passage toutes les 20 à 30 min |                                         |                                         |                                         |                                         |                                         |                                          |                                         |                                         |
| d10   | Dernière actualisation : — |                                         |                                         |                                         |                                         |                                         |                                          |                                         |                                         |

### Lignes Télobus (Transport à la demande)

#### Depuis le2 novembre 2020
Le réseau Télobus fonctionne sous réservation. Il dessert désormais les communes suivantes :
- Aureil
- Boisseuil
- Chaptelat
- Condat-sur-Vienne
- Couzeix
- Eyjeaux
- Feytiat
- Isle
- Le Vigen
- Limoges : zone de Landouge et Beaune
- Panazol
- Peyrilhac
- Rilhac-Rancon
- Solignac
- Saint Gence
- Saint-Just-le-Martel
- Verneuil-sur-Vienne
- Veyrac

### Dessertes spéciales
Zénith Pl. Churchill <> Zénith (uniquement les soirs de spectacles, départ 1h15 avant et retour 15 min après) 
Basket Bus Pole Saint Lazare <> Palais des Sport Beaublanc (uniquement les soirs de match, départ 1h avant et retour 15 min après)

## Anciennes lignes du réseau
| Ligne | Caractéristiques | Caractéristiques                                                     | Caractéristiques                                                     | Caractéristiques                                                     | Caractéristiques                                                     | Caractéristiques                                                     | Caractéristiques                                                     | Caractéristiques                                                     | Caractéristiques                                                     |
| 12    | Isle — Les Champs / Limoges — Pl. W.Churchill ⥋ Panazol — Manderesse | Isle — Les Champs / Limoges — Pl. W.Churchill ⥋ Panazol — Manderesse | Isle — Les Champs / Limoges — Pl. W.Churchill ⥋ Panazol — Manderesse | Isle — Les Champs / Limoges — Pl. W.Churchill ⥋ Panazol — Manderesse | Isle — Les Champs / Limoges — Pl. W.Churchill ⥋ Panazol — Manderesse | Isle — Les Champs / Limoges — Pl. W.Churchill ⥋ Panazol — Manderesse | Isle — Les Champs / Limoges — Pl. W.Churchill ⥋ Panazol — Manderesse | Isle — Les Champs / Limoges — Pl. W.Churchill ⥋ Panazol — Manderesse | Isle — Les Champs / Limoges — Pl. W.Churchill ⥋ Panazol — Manderesse |
| ----- | --- | -------------------------------------------------------------------- | -------------------------------------------------------------------- | -------------------------------------------------------------------- | -------------------------------------------------------------------- | -------------------------------------------------------------------- | -------------------------------------------------------------------- | -------------------------------------------------------------------- | -------------------------------------------------------------------- |
| 12    | Ouverture / Fermeture Septembre 2010 / 3 septembre 2022 | Longueur 17 km                                                       | Durée 60 min                                                         | Nb. d’arrêts 49                                                      | Matériel Citelis 12 Urabnway 12                                      | Jours de fonctionnement L, Ma, Me, J, V, S                           | Jour / Soir / Nuit / Fêtes O / — / N / N                             | Voy. / an 323 422                                                    | Dépôt Clos Moreau                                                    |
| 12    | Desserte : - Villes et lieux desservis : Panazol (Hôpital Chastaingt) / Limoges (Four des Casseaux,Opéra de Limoges, Lycée Renoir, CHS Esquirol, UFR des Lettres et des Sciences Humaines, Archives départementales, UFR de Médecine et de Pharmacie, CHU de Limoges) / Isle. - Principaux arrêts desservis : Isle Les Champs - Isle Centre - CHS Esquirol - Lycée Renoir - Pl. W. Churchill - Pl. Jourdan - J. Gagnant - Chastaingt - Rte de Lyon - Panazol Manderesse |                                                                      |                                                                      |                                                                      |                                                                      |                                                                      |                                                                      |                                                                      |                                                                      |
| 12    | Autre : - Arrêts non accessibles aux UFR : ... Particularités : La ligne fonctionne du lundi au samedi de 6 h 35 à 20 h 03 avec une fréquence de 10 à 60 minutes environ en journée. - La ligne sera supprimée le 27 Aout 2022, la nouvelle ligne 12 reliant Isle Louis Aragon à Condat Versanas prendra le relais entre la Rue de la Maulde et la Place Churchill - La desserte entre la Rue de la Maulde et Les Champs sera récupérée par la nouvelle ligne 27 - La desserte entre Churchill et Panazol Manderesse sera récupérée par la nouvelle ligne 27 - Date de dernière mise à jour : 29 aout 2022. |                                                                      |                                                                      |                                                                      |                                                                      |                                                                      |                                                                      |                                                                      |                                                                      |
| 12    | Dernière actualisation : — |                                                                      |                                                                      |                                                                      |                                                                      |                                                                      |                                                                      |                                                                      |                                                                      |
| 15    | Pôle Saint-Lazare ⥋ La Valoine / Boisseuil — Z.A la plaine | Pôle Saint-Lazare ⥋ La Valoine / Boisseuil — Z.A la plaine           | Pôle Saint-Lazare ⥋ La Valoine / Boisseuil — Z.A la plaine           | Pôle Saint-Lazare ⥋ La Valoine / Boisseuil — Z.A la plaine           | Pôle Saint-Lazare ⥋ La Valoine / Boisseuil — Z.A la plaine           | Pôle Saint-Lazare ⥋ La Valoine / Boisseuil — Z.A la plaine           | Pôle Saint-Lazare ⥋ La Valoine / Boisseuil — Z.A la plaine           | Pôle Saint-Lazare ⥋ La Valoine / Boisseuil — Z.A la plaine           | Pôle Saint-Lazare ⥋ La Valoine / Boisseuil — Z.A la plaine           |
| 15    | Ouverture / Fermeture — / 6 janvier 2024 | Longueur —                                                           | Durée 24 min                                                         | Nb. d’arrêts 17                                                      | Matériel GX 117 GX 137                                               | Jours de fonctionnement L, Ma, Me, J, V, S                           | Jour / Soir / Nuit / Fêtes O / — / N / N                             | Voy. / an 9 425                                                      | Dépôt Clos Moreau                                                    |
| 15    | Desserte : - Principaux arrêts desservis : Pôle St Lazare - Sismondi - La Valoine - Boisseuil C.C. - Boisseuil ZA La Plaine |                                                                      |                                                                      |                                                                      |                                                                      |                                                                      |                                                                      |                                                                      |                                                                      |
| 15    | Autre : Circule entre 7 h 50 et 18 h 29 A partir du 08/01/2024 la nouvelle ligne 36 remplacera la ligne 15. |                                                                      |                                                                      |                                                                      |                                                                      |                                                                      |                                                                      |                                                                      |                                                                      |
| 15    | Dernière actualisation : — |                                                                      |                                                                      |                                                                      |                                                                      |                                                                      |                                                                      |                                                                      |                                                                      |
| 16    | Pl. W. Churchill ⥋ Les Courrières | Pl. W. Churchill ⥋ Les Courrières                                    | Pl. W. Churchill ⥋ Les Courrières                                    | Pl. W. Churchill ⥋ Les Courrières                                    | Pl. W. Churchill ⥋ Les Courrières                                    | Pl. W. Churchill ⥋ Les Courrières                                    | Pl. W. Churchill ⥋ Les Courrières                                    | Pl. W. Churchill ⥋ Les Courrières                                    | Pl. W. Churchill ⥋ Les Courrières                                    |
| 16    | Ouverture / Fermeture — / 31 octobre 2020 | Longueur —                                                           | Durée 14 min                                                         | Nb. d’arrêts 27                                                      | Matériel Citelis 12 Urabnway 12                                      | Jours de fonctionnement L, Ma, Me, J, V, S                           | Jour / Soir / Nuit / Fêtes O / — / N / N                             | Voy. / an 86 322                                                     | Dépôt Clos Moreau                                                    |
| 16    | Desserte : - Principaux arrêts desservis : Pl. W. Churchill - Champollion - A. Dutreix - Mal Joffre - Collège A. Maurois - P. Morand - Dumont D'Urville - Landouge Centre - Le Coudert - Les Courrières |                                                                      |                                                                      |                                                                      |                                                                      |                                                                      |                                                                      |                                                                      |                                                                      |
| 16    | Autre : Circule entre 6 h 50 et 19 h 41 Cette ligne est remplacée par la ligne 11 à compter du 2 novembre 2020. |                                                                      |                                                                      |                                                                      |                                                                      |                                                                      |                                                                      |                                                                      |                                                                      |
| 16    | Dernière actualisation : — |                                                                      |                                                                      |                                                                      |                                                                      |                                                                      |                                                                      |                                                                      |                                                                      |
| 32    | Pl. W. Churchill ⥋ Feytiat — Mas Gauthier | Pl. W. Churchill ⥋ Feytiat — Mas Gauthier                            | Pl. W. Churchill ⥋ Feytiat — Mas Gauthier                            | Pl. W. Churchill ⥋ Feytiat — Mas Gauthier                            | Pl. W. Churchill ⥋ Feytiat — Mas Gauthier                            | Pl. W. Churchill ⥋ Feytiat — Mas Gauthier                            | Pl. W. Churchill ⥋ Feytiat — Mas Gauthier                            | Pl. W. Churchill ⥋ Feytiat — Mas Gauthier                            | Pl. W. Churchill ⥋ Feytiat — Mas Gauthier                            |
| 32    | Ouverture / Fermeture septembre 2009 / 6 janvier 2024 | Longueur —                                                           | Durée 35 min                                                         | Nb. d’arrêts 35                                                      | Matériel Mercedes Intouro/ Irisbus Arway                             | Jours de fonctionnement L, Ma, Me, J, V, S                           | Jour / Soir / Nuit / Fêtes O / — / N / N                             | Voy. / an 31 232                                                     | Dépôt LDT Le Chatre                                                  |
| 32    | Desserte : - Principaux arrêts desservis : Pl. W. Churchill - Mairie - Rue de Toulouse - Pôle St Lazare - LP M. Pagnol - Vieux Crézin - Pl. de l'Europe - G. Brassens - Feytiat Mas Gauthier |                                                                      |                                                                      |                                                                      |                                                                      |                                                                      |                                                                      |                                                                      |                                                                      |
| 32    | Autre : Circule entre 6 h 25 et 19 h 13 Dessert le lycée professionnel Marcel Pagnol une seule fois les matins en direction de Feytiat pour venir en renfort aux lignes 35 et 62 Depuis le 02 mai 2022, la ligne est exploitée par l'exploitant creusois LDT avec un véhicule de type Mercedes Intouro et un Irisbus Arway. A partir du 08/01/24 la ligne 32 est remplacé par la nouvelle ligne 43. |                                                                      |                                                                      |                                                                      |                                                                      |                                                                      |                                                                      |                                                                      |                                                                      |
| 32    | Dernière actualisation : — |                                                                      |                                                                      |                                                                      |                                                                      |                                                                      |                                                                      |                                                                      |                                                                      |
| 35    | Pl. W. Churchill ⥋ Feytiat — Plein Bois | Pl. W. Churchill ⥋ Feytiat — Plein Bois                              | Pl. W. Churchill ⥋ Feytiat — Plein Bois                              | Pl. W. Churchill ⥋ Feytiat — Plein Bois                              | Pl. W. Churchill ⥋ Feytiat — Plein Bois                              | Pl. W. Churchill ⥋ Feytiat — Plein Bois                              | Pl. W. Churchill ⥋ Feytiat — Plein Bois                              | Pl. W. Churchill ⥋ Feytiat — Plein Bois                              | Pl. W. Churchill ⥋ Feytiat — Plein Bois                              |
| 35    | Ouverture / Fermeture — / 6 janvier 2024 | Longueur —                                                           | Durée 35 min                                                         | Nb. d’arrêts 33                                                      | Matériel Citelis 12 Urabnway 12                                      | Jours de fonctionnement L, Ma, Me, J, V, S                           | Jour / Soir / Nuit / Fêtes O / — / N / N                             | Voy. / an 126 941                                                    | Dépôt Clos Moreau                                                    |
| 35    | Desserte : - Principaux arrêts desservis : Pl. W. Churchill - Mairie - Le Sablard - Rue de Toulouse - LP M. Pagnol - Villagory - Vieux Crézin - Pl. de l'Europe - Église - Feytiat Plein Bois |                                                                      |                                                                      |                                                                      |                                                                      |                                                                      |                                                                      |                                                                      |                                                                      |
| 35    | Autre : Circule entre 6 h 30 et 20 h 36 A parti du 08/01/2024 la ligne 35 est remplacé par la nouvelle ligne 13 |                                                                      |                                                                      |                                                                      |                                                                      |                                                                      |                                                                      |                                                                      |                                                                      |
| 35    | Dernière actualisation : — |                                                                      |                                                                      |                                                                      |                                                                      |                                                                      |                                                                      |                                                                      |                                                                      |
| 36    | Pl. W. Churchill ⥋ Condat — Versanas | Pl. W. Churchill ⥋ Condat — Versanas                                 | Pl. W. Churchill ⥋ Condat — Versanas                                 | Pl. W. Churchill ⥋ Condat — Versanas                                 | Pl. W. Churchill ⥋ Condat — Versanas                                 | Pl. W. Churchill ⥋ Condat — Versanas                                 | Pl. W. Churchill ⥋ Condat — Versanas                                 | Pl. W. Churchill ⥋ Condat — Versanas                                 | Pl. W. Churchill ⥋ Condat — Versanas                                 |
| 36    | Ouverture / Fermeture — / 3 septembre 2022 | Longueur —                                                           | Durée 20 min                                                         | Nb. d’arrêts 19                                                      | Matériel Citelis 12 Urabnway 12                                      | Jours de fonctionnement L, Ma, Me, J, V, S                           | Jour / Soir / Nuit / Fêtes O / — / N / N                             | Voy. / an 86 322                                                     | Dépôt Clos Moreau                                                    |
| 36    | Desserte : - Principaux arrêts desservis : Pl. W. Churchill - Mairie - Rue de Nexon - poulazat Centre - Pl. de Condat - Condat Versanas |                                                                      |                                                                      |                                                                      |                                                                      |                                                                      |                                                                      |                                                                      |                                                                      |
| 36    | Autre : Circule entre 6 h 45 et 19 h 59 La ligne 36 sera supprimée le 27 Aout 2022 pour être remplacée par la nouvelle ligne 12 reliant Isle et Condat |                                                                      |                                                                      |                                                                      |                                                                      |                                                                      |                                                                      |                                                                      |                                                                      |
| 36    | Dernière actualisation : — |                                                                      |                                                                      |                                                                      |                                                                      |                                                                      |                                                                      |                                                                      |                                                                      |
| 37    | Pl. W. Churchill ⥋ Couzeix La Croix d'Anglard | Pl. W. Churchill ⥋ Couzeix La Croix d'Anglard                        | Pl. W. Churchill ⥋ Couzeix La Croix d'Anglard                        | Pl. W. Churchill ⥋ Couzeix La Croix d'Anglard                        | Pl. W. Churchill ⥋ Couzeix La Croix d'Anglard                        | Pl. W. Churchill ⥋ Couzeix La Croix d'Anglard                        | Pl. W. Churchill ⥋ Couzeix La Croix d'Anglard                        | Pl. W. Churchill ⥋ Couzeix La Croix d'Anglard                        | Pl. W. Churchill ⥋ Couzeix La Croix d'Anglard                        |
| 37    | Ouverture / Fermeture — / 31 octobre 2020 | Longueur —                                                           | Durée 30 environ min                                                 | Nb. d’arrêts 37                                                      | Matériel Citelis 12 Urabnway 12                                      | Jours de fonctionnement L, Ma, Me, J, V, S                           | Jour / Soir / Nuit / Fêtes O / — / N / N                             | Voy. / an 86 322                                                     | Dépôt Clos Moreau                                                    |
| 37    | Desserte : - Principaux arrêts desservis : Pl. W. Churchill - Gare Montjovis - J. Macé - La Croix du Buis - Les Chênes Vert - Bel Font - Couzeix Mairie - Coyol - Océalim - Nouailhas - L. Blériot - Couzeix La Croix d'Anglard - Couzeix Anglard |                                                                      |                                                                      |                                                                      |                                                                      |                                                                      |                                                                      |                                                                      |                                                                      |
| 37    | Autre : Circule entre 6 h 15 et 20 h 02 Elle dessert Anglard une fois par jour le midi (aller-retour). Cette ligne est remplacée à partir du 2 novembre 2020 par la ligne 11. |                                                                      |                                                                      |                                                                      |                                                                      |                                                                      |                                                                      |                                                                      |                                                                      |
| 37    | Dernière actualisation : — |                                                                      |                                                                      |                                                                      |                                                                      |                                                                      |                                                                      |                                                                      |                                                                      |
| 46    | Pl. W. Churchill ⥋ Saint-Just Fontaguly | Pl. W. Churchill ⥋ Saint-Just Fontaguly                              | Pl. W. Churchill ⥋ Saint-Just Fontaguly                              | Pl. W. Churchill ⥋ Saint-Just Fontaguly                              | Pl. W. Churchill ⥋ Saint-Just Fontaguly                              | Pl. W. Churchill ⥋ Saint-Just Fontaguly                              | Pl. W. Churchill ⥋ Saint-Just Fontaguly                              | Pl. W. Churchill ⥋ Saint-Just Fontaguly                              | Pl. W. Churchill ⥋ Saint-Just Fontaguly                              |
| 46    | Ouverture / Fermeture 29 août 2016 / 6 janvier 2024 | Longueur —                                                           | Durée 40 min                                                         | Nb. d’arrêts 21                                                      | Matériel Mercedes-Benz Intouro                                       | Jours de fonctionnement L, Ma, Me, J, V, S                           | Jour / Soir / Nuit / Fêtes O / — / N / N                             | Voy. / an 10 328                                                     | Dépôt —                                                              |
| 46    | Desserte : - Principaux arrêts desservis : Pl. W. Churchill - J. Gagnant - Les Biards - La Haute Rippe - St Just Fontaguly |                                                                      |                                                                      |                                                                      |                                                                      |                                                                      |                                                                      |                                                                      |                                                                      |
| 46    | Autre : - Circule entre 7 h 01 et 19 h 06 - Desserte Saint-Just en TAD à Chamouillaud et Les Biards A partir du 08/01/2024 la ligne 46 est remplacé par la nouvelle ligne 42 |                                                                      |                                                                      |                                                                      |                                                                      |                                                                      |                                                                      |                                                                      |                                                                      |
| 46    | Dernière actualisation : — |                                                                      |                                                                      |                                                                      |                                                                      |                                                                      |                                                                      |                                                                      |                                                                      |
| 62    | Pôle St Lazare ⥋ Feytiat — Pl. de l'Europe | Pôle St Lazare ⥋ Feytiat — Pl. de l'Europe                           | Pôle St Lazare ⥋ Feytiat — Pl. de l'Europe                           | Pôle St Lazare ⥋ Feytiat — Pl. de l'Europe                           | Pôle St Lazare ⥋ Feytiat — Pl. de l'Europe                           | Pôle St Lazare ⥋ Feytiat — Pl. de l'Europe                           | Pôle St Lazare ⥋ Feytiat — Pl. de l'Europe                           | Pôle St Lazare ⥋ Feytiat — Pl. de l'Europe                           | Pôle St Lazare ⥋ Feytiat — Pl. de l'Europe                           |
| 62    | Ouverture / Fermeture 2 septembre 2013 / 6 janvier 2024 | Longueur —                                                           | Durée 10 min                                                         | Nb. d’arrêts 11                                                      | Matériel Mercedes Sprinter                                           | Jours de fonctionnement L, Ma, Me, J, V                              | Jour / Soir / Nuit / Fêtes O / — / N / N                             | Voy. / an —                                                          | Dépôt Clos Moreau                                                    |
| 62    | Desserte : - Principaux arrêts desservis : Pôle St Lazare - Villagory - Carr. de l'Industrie - Feytiat Pl. de l'Europe |                                                                      |                                                                      |                                                                      |                                                                      |                                                                      |                                                                      |                                                                      |                                                                      |
| 62    | Autre : - Circule entre 7 h 35 et 18 h 48 du lundi au vendredi avec une amplitude d'environ 30 min - Remplace la Navette 4 créée en 2011 Depuis le 02 mai 2022, la ligne est exploitée par l'exploitant creusois LDT avec un mercedes Sprinter. À partir du 08/01/2023 la ligne 62 est supprimée, elle sera remplacée par la nouvelle ligne 13 |                                                                      |                                                                      |                                                                      |                                                                      |                                                                      |                                                                      |                                                                      |                                                                      |
| 62    | Dernière actualisation : — |                                                                      |                                                                      |                                                                      |                                                                      |                                                                      |                                                                      |                                                                      |                                                                      |
| 63    | Isle Les Champs ⥋ Roussillon | Isle Les Champs ⥋ Roussillon                                         | Isle Les Champs ⥋ Roussillon                                         | Isle Les Champs ⥋ Roussillon                                         | Isle Les Champs ⥋ Roussillon                                         | Isle Les Champs ⥋ Roussillon                                         | Isle Les Champs ⥋ Roussillon                                         | Isle Les Champs ⥋ Roussillon                                         | Isle Les Champs ⥋ Roussillon                                         |
| 63    | Ouverture / Fermeture 1er septembre 2014 / 3 septembre 2022 | Longueur —                                                           | Durée 20 min                                                         | Nb. d’arrêts 17                                                      | Matériel Heuliez GX 117 Heuliez GX 137                               | Jours de fonctionnement L, Ma, Me, J, V                              | Jour / Soir / Nuit / Fêtes O / — / N / N                             | Voy. / an —                                                          | Dépôt Clos Moreau                                                    |
| 63    | Desserte : - Principaux arrêts desservis : Isle Les Champs - Thias - A. Fagois - Roussillon - Le Buisson |                                                                      |                                                                      |                                                                      |                                                                      |                                                                      |                                                                      |                                                                      |                                                                      |
| 63    | Autre : - Circule du lundi au vendredi, en période scolaire, entre 7 h 05 et 18 h 52, avec une amplitude d'environ 30 minutes. - Depuis le 1er septembre 2018, la ligne dessert Ch. le Gendre pour pallier la suppression des lignes 64 et 67. Depuis le 02 mai 2022, la ligne est exploitée par l'exploitant creusois LDT avec un mercedes Sprinter. |                                                                      |                                                                      |                                                                      |                                                                      |                                                                      |                                                                      |                                                                      |                                                                      |
| 63    | Dernière actualisation : — |                                                                      |                                                                      |                                                                      |                                                                      |                                                                      |                                                                      |                                                                      |                                                                      |
| 65    | Pôle Fougeras ⥋ Z.I. Nord 3 | Pôle Fougeras ⥋ Z.I. Nord 3                                          | Pôle Fougeras ⥋ Z.I. Nord 3                                          | Pôle Fougeras ⥋ Z.I. Nord 3                                          | Pôle Fougeras ⥋ Z.I. Nord 3                                          | Pôle Fougeras ⥋ Z.I. Nord 3                                          | Pôle Fougeras ⥋ Z.I. Nord 3                                          | Pôle Fougeras ⥋ Z.I. Nord 3                                          | Pôle Fougeras ⥋ Z.I. Nord 3                                          |
| 65    | Ouverture / Fermeture 1er septembre 2014 / 6 janvier 2024 | Longueur —                                                           | Durée 20 min                                                         | Nb. d’arrêts 17                                                      | Matériel Heuliez GX 117 Heuliez GX 137 Citelis 12                    | Jours de fonctionnement L, Ma, Me, J, V, S                           | Jour / Soir / Nuit / Fêtes O / — / N / N                             | Voy. / an —                                                          | Dépôt Clos Moreau                                                    |
| 65    | Desserte : - Principaux arrêts desservis : Pôle Fougeras - L. Serpollet - ZI Nord 3 |                                                                      |                                                                      |                                                                      |                                                                      |                                                                      |                                                                      |                                                                      |                                                                      |
| 65    | Autre : Circule entre 6 h 30 et 20 h 34, avec une amplitude d'environ 50 min La ligne est exploitée en bus standards lors des periodes de soldes A partir du 08/01/2024 la ligne 65 est remplacé par la nouvelle ligne 23 |                                                                      |                                                                      |                                                                      |                                                                      |                                                                      |                                                                      |                                                                      |                                                                      |
| 65    | Dernière actualisation : — |                                                                      |                                                                      |                                                                      |                                                                      |                                                                      |                                                                      |                                                                      |                                                                      |
| Ex1   | Pl. Churchill ⥋ Veyrac Bourg | Pl. Churchill ⥋ Veyrac Bourg                                         | Pl. Churchill ⥋ Veyrac Bourg                                         | Pl. Churchill ⥋ Veyrac Bourg                                         | Pl. Churchill ⥋ Veyrac Bourg                                         | Pl. Churchill ⥋ Veyrac Bourg                                         | Pl. Churchill ⥋ Veyrac Bourg                                         | Pl. Churchill ⥋ Veyrac Bourg                                         | Pl. Churchill ⥋ Veyrac Bourg                                         |
| Ex1   | Ouverture / Fermeture — / 31 octobre 2020 | Longueur —                                                           | Durée 23 min                                                         | Nb. d’arrêts 7                                                       | Matériel Heuliez GX 117 Heuliez GX 137                               | Jours de fonctionnement L, Ma, Me, J, V, S                           | Jour / Soir / Nuit / Fêtes O / — / N / N                             | Voy. / an —                                                          | Dépôt Clos Moreau                                                    |
| Ex1   | Desserte : - Principaux arrêts desservis : Pl. W. Churchill - Pl. des Carmes - A. Dutreix - Le Breuil - Les Betoulles - Les 5 routes - Veyrac Bourg |                                                                      |                                                                      |                                                                      |                                                                      |                                                                      |                                                                      |                                                                      |                                                                      |
| Ex1   | Autre : - Circule entre 7 h 05 et 19 h 04, avec une amplitude de 5 aller-retour par jour. Depuis le 02/11/2020, la ligne est remplacée par la ligne 33. |                                                                      |                                                                      |                                                                      |                                                                      |                                                                      |                                                                      |                                                                      |                                                                      |
| Ex1   | Dernière actualisation : — |                                                                      |                                                                      |                                                                      |                                                                      |                                                                      |                                                                      |                                                                      |                                                                      |